# Ljubuški
Ljubuški [ˈʎubuʃki] (serbisch-kyrillisch Љубушки) ist eine Großgemeinde (Općina) in Bosnien und Herzegowina mit rund 28.000 Einwohnern. Die mehrheitlich von Kroaten bevölkerte Gemeinde liegt in der westlichen Herzegowina und gehört zum Kanton West-Herzegowina der Föderation.
Hauptort und Verwaltungssitz der Gemeinde ist die gleichnamige Stadt am Fuße der Buturovica-Anhöhe, in der rund 15 % der Bevölkerung lebt.
Lange galt das Jahr 1444 als erste urkundliche Erwähnung unter dem Namen Lubussa, bis zuerst im Frühjahr 2008 ein älteres Schriftstück aus dem Jahre 1438 mit der Bezeichnung Liubussa und im Dezember 2009 schließlich ein Eintrag vom 15. Februar 1435 mit der Bezeichnung Gliubussa auftauchte. In der Neuzeit war Ljubuški eine osmanische Festung gegen die Venezianer, wovon die Burgruine auf dem Gipfel der Buturovica-Anhöhe Zeugnis ablegt. Heute spielt die Gemeinde als Teil von Korridor Vc in der paneuropäischen Verkehrsplanung eine Rolle und ist auf sportlicher Ebene durch den städtischen Handballverein HRK Izviđač bekannt.

## Geographie

### Lage und Ausdehnung

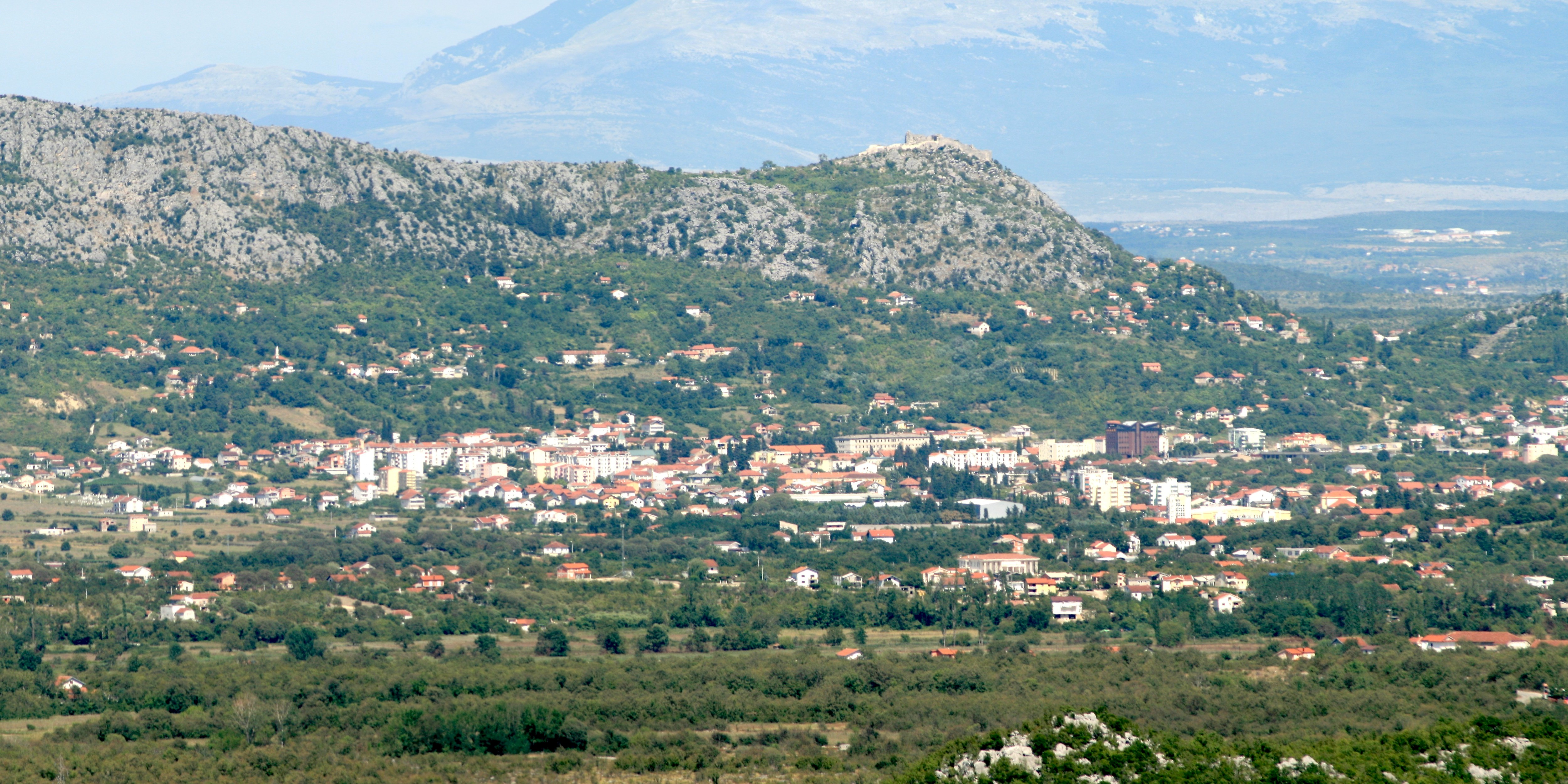
Blick vom Südwesten auf das Stadtgebiet von Ljubuški

Das Gemeindegebiet von Ljubuški liegt im Westen der Herzegowina, direkt an der Grenze zu Kroatien und umfasst eine Fläche von 292,7 km². Nachbargemeinden sind Čapljina im Süden, Čitluk im Osten, Grude und Široki Brijeg im Norden sowie auf kroatischer Seite Metković und Vrgorac im Westen. Die nächsten Großstädte sind Mostar 36 km in östlicher und Split 120 km in nordwestlicher Richtung. Die Entfernung zur Hauptstadt Sarajevo beträgt 170 km.
Früher war Ljubuški ein Verwaltungszentrum in der westlichen Herzegowina. Diesen Status hat die Gemeinde Mitte der 1990er Jahre wegen der Festlegung der neuen Kantonsgrenzen innerhalb der Föderation Bosnien und Herzegowina an Široki Brijeg verloren, weil Ljubuški im Kanton West-Herzegowina nunmehr geographisch eine Randlage einnimmt.

### Ortschaften
Das Stadtgebiet von Ljubuški erstreckt sich vom Hang der Buturovica-Anhöhe bis weit in eine Niederung in südwestliche Richtung hinein. Es nimmt damit nur einen geringen Teil der Gemeindefläche ein, denn neben der Stadt selbst befinden sich noch 34 Ortschaften auf dem Gemeindegebiet.
Die Ortschaften von Ljubuški (Einwohnerzahlen gemäß Volkszählung 2013):
| - Bijača (178 Einwohner) - Cerno (393 Einwohner) - Crnopod (197 Einwohner) - Crveni Grm (900 Einwohner) - Dole (219 Einwohner) - Grab (1.162 Einwohner) - Grabovnik (446 Einwohner) - Gradska (154 Einwohner) - Greda (118 Einwohner) - Grljevići (362 Einwohner) - Hardomilje (911 Einwohner) - Hrašljani (819 Einwohner) | - Humac (2.824 Einwohner) - Kašće (55 Einwohner) - Klobuk (1.434 Einwohner) - Lipno (260 Einwohner) - Lisice (658 Einwohner) - Ljubuški (4.387 Einwohner) - Miletina (413 Einwohner) - Mostarska Vrata (530 Einwohner) - Orahovlje (218 Einwohner) - Otok (602 Einwohner) - Pregrađe (894 Einwohner) - Proboj (726 Einwohner) | - Prolog (690 Einwohner) - Radišići (2.447 Einwohner) - Stubica (315 Einwohner) - Studenci (1.155 Einwohner) - Šipovača (661 Einwohner) - Teskera (408 Einwohner) - Vašarovići (823 Einwohner) - Veljaci (1.276 Einwohner) - Vitina (2.009 Einwohner) - Vojnići (585 Einwohner) - Zvirići (292 Einwohner) |

### Landschaft und Natur

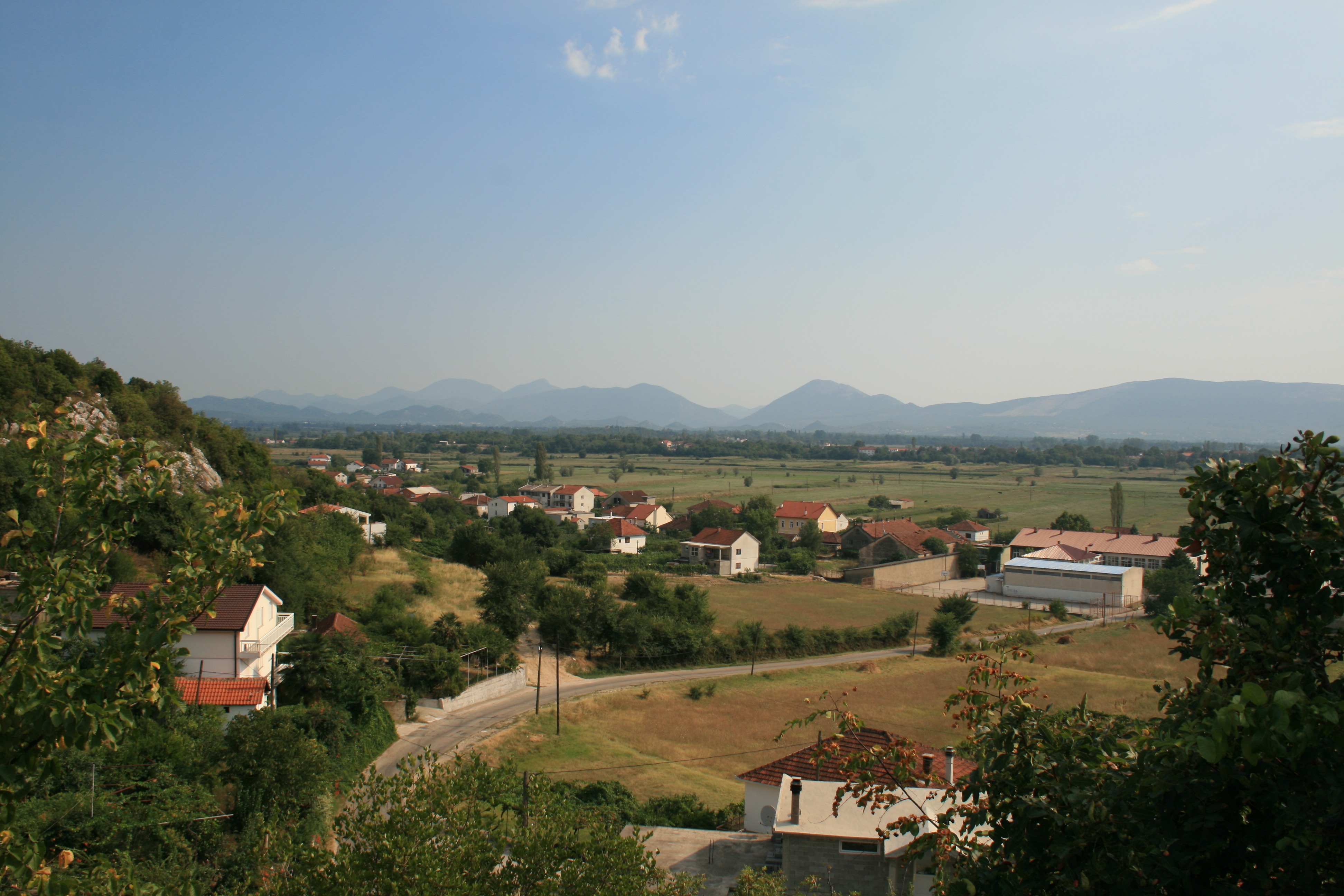
Weite fruchtbare Felder zwischen karstigen Erhebungen wie hier in Vitina prägen das Landschaftsbild

Landschaftlich gehört Ljubuški zum Hügel- und Bergland am Unterlauf der Neretva, das in der Regel von einigen hundert Meter hohen karstigen Erhebungen und ausgedehnten fruchtbaren Feldern geprägt wird. Allerdings hat in den letzten Jahren auch der Bewuchs der Anhöhen deutlich zugenommen, was in erster Linie auf den drastischen Rückgang der Ziegenhaltung zurückzuführen ist. Das Weideland nimmt etwa 10.000 Hektar der Gemeindefläche ein, während rund 16.000 Hektar bewaldet sind. Es herrschen Laubbäume wie Eichen, Hainbuchen und Eschen vor, allerdings sind auch viele immergrüne Kiefern und Tannen vorhanden. Die höchste Erhebung im Gemeindegebiet ist der 959 m hohe Vrlosin.

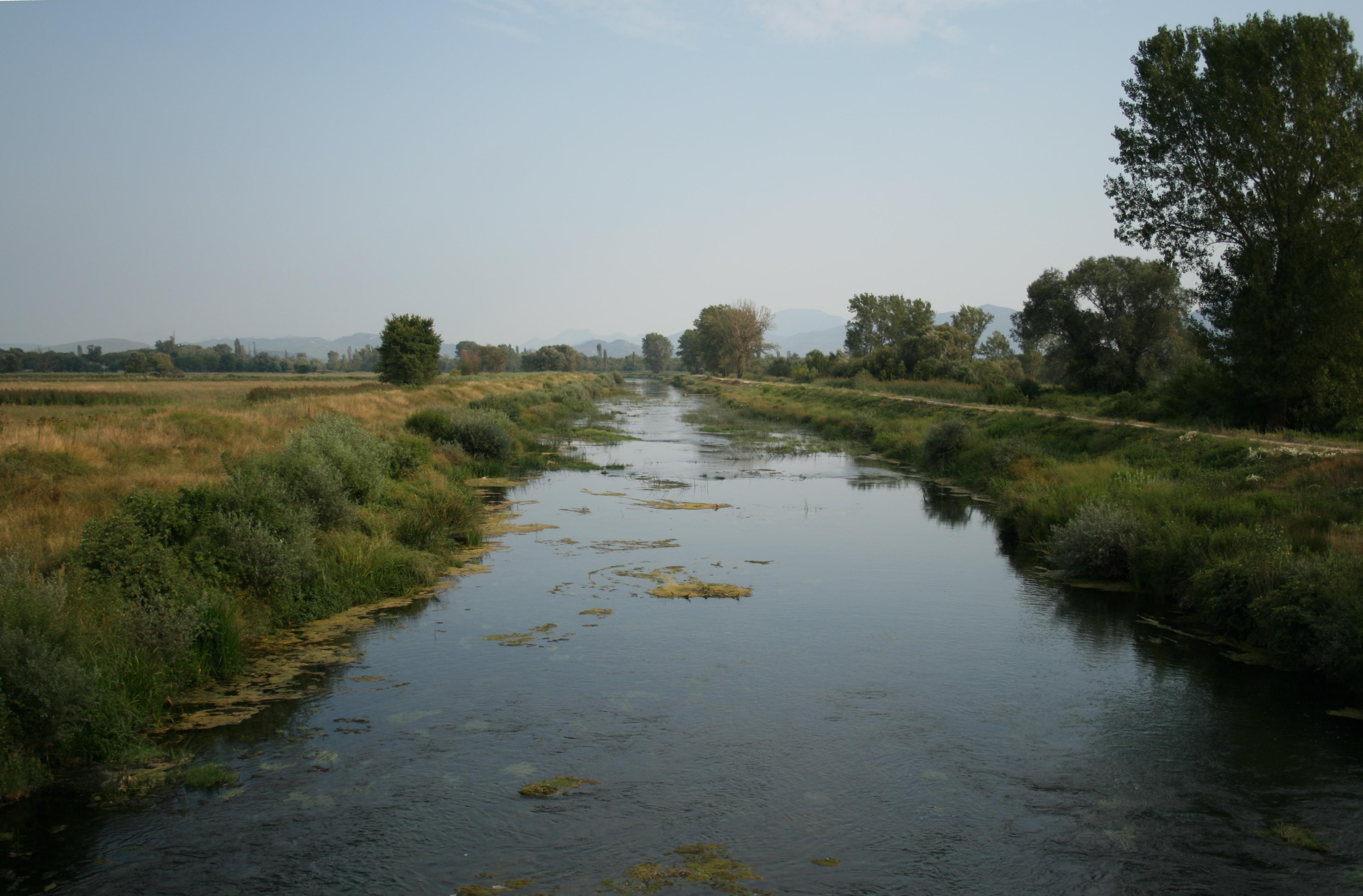
Der Trebižat, natürlicher Wasserlieferant der Felder

In der Wildnis werden die karstigen Hügel in erster Linie von Giftschlangen wie der Hornviper sowie von Eidechsen bevölkert. In den bewaldeten Gebieten sind Wölfe und Füchse als Raubtiere sowie Wildschweine und Hasen als häufigste Beutetiere anzutreffen. In der Vogelwelt sind der Lannerfalke und das Steinhuhn typische Arten, wobei auch Fasane, Spechte und Wachteln nicht selten sind.
Wichtigster Wasserlieferant ist der Fluss Trebižat, der im Gemeindegebiet von Grude in der Ortschaft Peć-Mlini direkt an der Grenze zu Kroatien entspringt. Nach einem 50 km langen Lauf – zum größten Teil durch das Gemeindegebiet von Ljubuški – mündet der Trebižat in die Neretva. Der Fluss ist bekannt für sein reiches Vorkommen an Aalen und weist zahlreiche Stromschnellen und Wasserfälle auf. Bekannt sind die Kravica-Wasserfälle im Dorf Studenci und der Koćuša-Wasserfall im Dorf Veljaci. Zur Herkunft des Namens Trebižat, den man mit drei Mal fliehen frei übersetzen kann, gibt es zwei Theorien: Nach populärer Meinung ist der Name deshalb gewählt worden, weil der Fluss während seines Laufes gleich dreimal von der Oberfläche verschwindet und unweit davon wieder auftaucht, während Linguisten von einer veralteten italienischen Bezeichnung für Aal (trebizatto) ausgehen.

### Klima

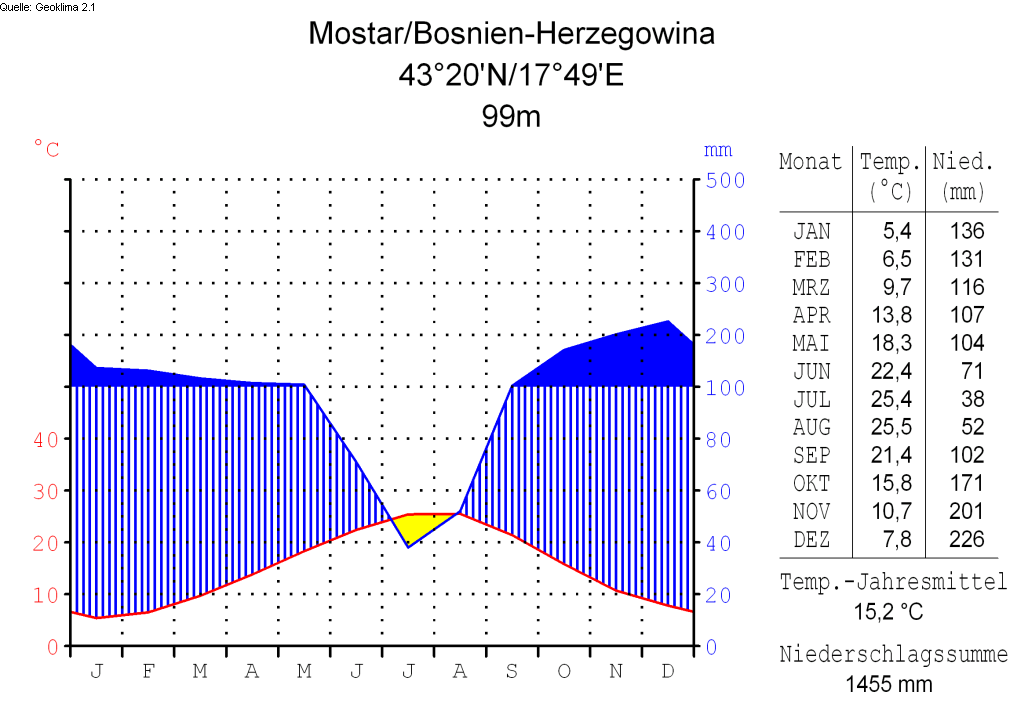
Klimadiagramm von Mostar

Das Klima in Ljubuški ist gemäßigt und mediterran geprägt. Die Jahresdurchschnittstemperatur beträgt rund 16 °C (zum Vergleich: Berlin etwa 10 °C), wobei der kälteste Monat der Januar, der regenreichste der Dezember und der heißeste und trockenste der Juli ist. Die Sommer sind reich an Sonnenstunden und zählen zu den intensivsten in Bosnien und Herzegowina, weil Ljubuški bereits in Küstennähe liegt, das Klima aber trockener ist als in den Ortschaften am Adriatischen Meer. Im Winter fallen die Temperaturen zwar vergleichsweise selten unter den Gefrierpunkt, dennoch kommt es immer wieder zu Schneefällen, wobei der Schnee meistens nicht lange liegen bleibt. Wie für die Herzegowina typisch liegt die Niederschlagssumme zwischen 1.400 und 1.500 mm und ist außerhalb der Sommermonate überaus hoch.
Da die Gemeinde selbst über keine eigene Wetterstation verfügt, werden auch heute noch zur allgemeinen Beschreibung des Klimas in der Regel die Daten der Normalperiode von Mostar herangezogen. In Ljubuški selbst ist lediglich der Privatmann Zoran Jurič aus der Ortschaft Vitina als Hobbymeteorologe tätig und notiert seit einigen Jahren rudimentäre Vergleichsdaten zur tatsächlichen klimatischen Lage der Gemeinde.
|                        | Jan | Feb  | Mär  | Apr  | Mai  | Jun  | Jul  | Aug  | Sep  | Okt  | Nov  | Dez  |   |      |
| Mittl. Temperatur (°C) | 5,1 | 6,7  | 10,3 | 15,3 | 20,2 | 25,1 | 28,0 | 26,5 | 21,1 | 16,8 | 9,6  | 6,9  | ⌀ | 16   |
| Mittl. Tagesmax. (°C)  | 9,3 | 11,0 | 14,1 | 19,6 | 24,7 | 29,3 | 32,5 | 31,3 | 25,7 | 21,8 | 13,7 | 10,9 | ⌀ | 20,4 |
| Mittl. Tagesmin. (°C)  | 1,0 | 2,4  | 6,6  | 11,1 | 15,8 | 21,0 | 23,5 | 21,7 | 16,6 | 11,8 | 5,6  | 2,9  | ⌀ | 11,7 |
|                        |     |      |      |      |      |      |      |      |      |      |      |      |   |      |
| Niederschlag (mm)      | 129 | 174  | 166  | 115  | 61   | 34   | 33   | 56   | 170  | 118  | 175  | 222  | Σ | 1453 |

| 1,0 |

| 2,4 |

| 6,6 |

| 11,1 |

| 15,8 |

| 21,0 |

| 23,5 |

| 21,7 |

| 16,6 |

| 11,8 |

| 5,6 |

| 2,9 |

| 1,0 |

| 2,4 |

| 6,6 |

| 11,1 |

| 15,8 |

| 21,0 |

| 23,5 |

| 21,7 |

| 16,6 |

| 11,8 |

| 5,6 |

| 2,9 |

| N i e d e r s c h l a g | 129 | 174 | 166 | 115 | 61  | 34  | 33  | 56  | 170 | 118 | 175 | 222 |
|                         | Jan | Feb | Mär | Apr | Mai | Jun | Jul | Aug | Sep | Okt | Nov | Dez |

## Geschichte

### Altertum

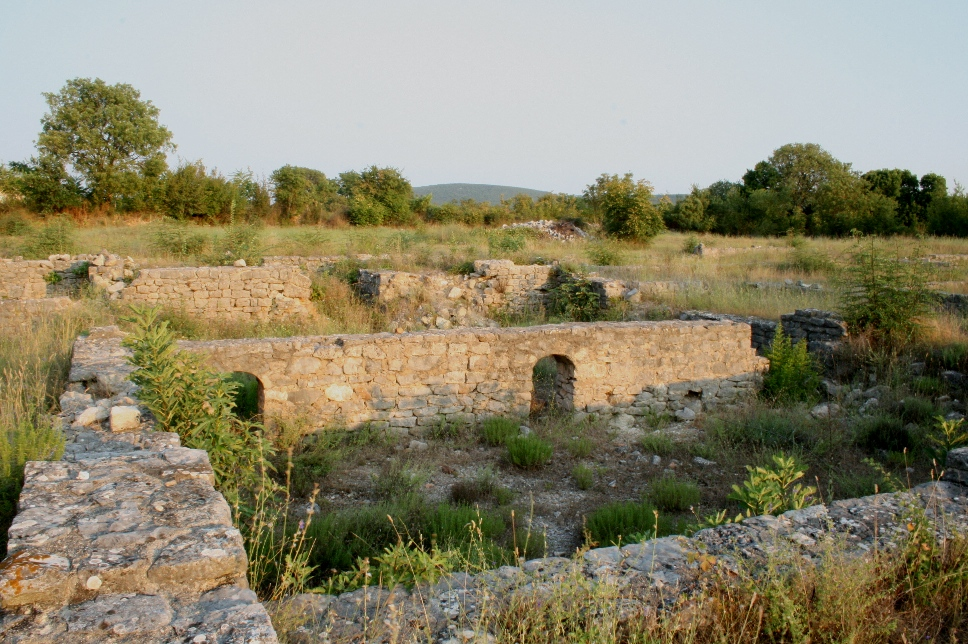
Römerlager Gračine

Funde von Knochen, Stein- und Metallgegenständen belegen, dass die Gegend um Ljubuški bereits in der Steinzeit bewohnt wurde. Diese Funde sind heute im Museum des Franziskanerklosters von Humac ausgestellt, wobei die meisten Stücke aus der Bronze- und Eisenzeit, einzelne auch aus der Jungsteinzeit stammen. Es kann davon ausgegangen werden, dass die in dieser Periode siedelnden Einwohner Illyrer waren, die ab dem 3. Jahrhundert v. Chr. von den Römern bedrängt und im ersten vorchristlichen Jahrhundert unterworfen wurden. Dass die Gegend auch zur Römerzeit bewohnt blieb, belegen die in Gračine (einem Ortsteil von Humac) befindlichen Überbleibsel eines antiken Römerlagers. Anhand der Ausgrabungen, die zahlreiche Wertgegenstände wie Münzen, Vasen, Schmuck, Gläser, Werkzeug und Waffen zu Tage gebracht haben, wurde lange Zeit vermutet, dass die Ruinen Überreste einer antiken Handelsstadt namens Bigeste seien. Inzwischen geht man davon aus, dass die freigelegten Mauerreste ein luxuriöseres Auxiliarlager waren, in dem auch Veteranen einquartiert wurden.

### Mittelalter
Im Zuge der slawischen Landnahme auf dem Balkan formierten sich entlang der östlichen Adriaküste ab dem 7. Jahrhundert zahlreiche slawische Herrschaften. Den Beschreibungen des byzantinischen Kaisers Konstantin VII. Porphyrogennetos zufolge wurde das heutige Gemeindegebiet von Ljubuški zunächst Teil von Paganien. Innerhalb dieses Gebietes, das von narentanischen Piraten beherrscht wurde, lag es in der südöstlich gelegenen Gespanschaft Rastoka.

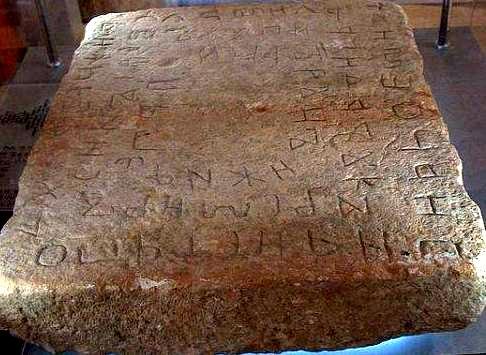
Die Tafel von Humac

Christlich wurde die Region vermutlich erst im 11. oder 12. Jahrhundert, nachdem der heidnische Staat im Zahumlje aufgegangen war. Ein Indiz dafür ist die ins späte 12. oder frühe 13. Jahrhundert zu datierende Tafel von Humac (Humačka ploča), auf der die Stiftung einer dem Erzengel Michael geweihten Kirche festgehalten worden ist. Die älteste schriftliche Erwähnung einer Ortschaft aus der heutigen Gemeinde von Ljubuški geht ebenfalls auf das späte 12. Jahrhundert zurück; es handelt sich dabei um das heutige Dorf Veljaci, das in der Chronik des Popen von Duklja als Pfarre bzw. Gespanschaft Vellica genannt wird.

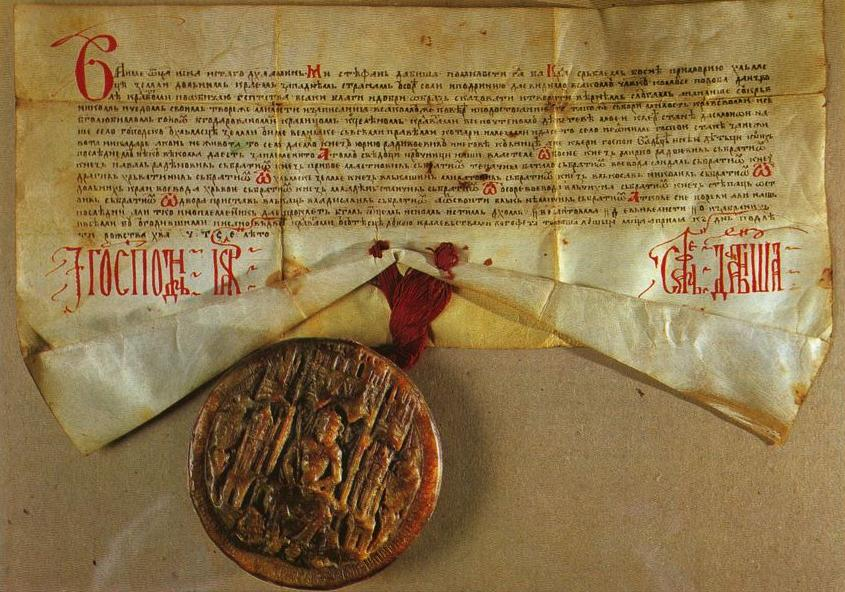
Schenkungsurkunde vom 26. April 1395: König Dabiša übergibt sein herrschaftliches Dorf Veljaci in den Besitz seiner Tochter Stana

1326 wurde die gesamte Region vom bosnischen Banus Stjepan II. Kotromanić erobert und anschließend dem Fürstentum Bosnien einverleibt. Allerdings gab sein Nachfolger Tvrtko I. bereits 1357 das Gebiet zwischen den Flüssen Cetina und Neretva dem ungarischen König Ludwig I. als Mitgift für die 1353 geschlossene Heirat zwischen ihm und Tvrtkos Cousine Elisabeth. Nach Ludwigs Tod 1382 verstrickte Elisabeth König Tvrtko in Konflikte mit den Ungarn. Nachdem sie 1387 ermordet worden war, übernahm Tvrtko gewaltsam wieder die Kontrolle über die Gebiete, die er 1357 abgetreten hatte. Formell wurden sie aber erst unter seinem Nachfolger Stjepan Dabiša nach dem Friedensschluss mit König Sigismund im Jahr 1394 an das bosnische Königreich wieder angeschlossen.
Ljubuški selbst wurde als Ortschaft erstmals 1435 unter dem Namen Gliubussa genannt, wobei aus dem Jahre 1438 auch die Schreibweise Liubussa sowie aus dem Jahre 1444 auch die Bezeichnungen Lubiusa, und vor allem Lubussa überliefert sind. Zu dieser Zeit war das bosnische Königreich bereits starkem Druck seitens der Osmanen ausgesetzt und verlor zunehmend die Kontrolle über das Gebiet. Diesen Umstand nutzte der im Süden Bosniens mächtig gewordene Herzog Stjepan Vukčić Kosača 1448 schließlich, um die von ihm beherrschten Gebiete dem bosnischen Königreich zu entziehen.

### Osmanische Herrschaft
Vermutlich Anfang der 1470er Jahre wurde Ljubuški von den Osmanen eingenommen. Man kann davon ausgehen, dass erst unter ihrer Herrschaft der Ort Ljubuški einen herausragenden Status gegenüber allen übrigen Ortschaften im heutigen Gemeindegebiet (allen voran dem Priestersitz Veljaci) erlangt hat. Auch die rege Bautätigkeit der Osmanen an den Befestigungsanlagen der mittelalterlichen Burg und die Vollendung der ersten in Ljubuški errichteten Moschee im Jahr 1558 durch den zum Islam übergetretenen Baumeister Nesuh-aga Vučjaković scheinen diese These zu belegen, wobei der Bau der Moschee auch ein Hinweis auf eine frühe muslimische Gemeinde sein kann.
Es kann davon ausgegangen werden, dass die Osmanen bis in die Mitte des 16. Jahrhunderts hinein mit den Katholiken durchaus tolerant umgingen. 1563 allerdings wurden zahlreiche Franziskanerklöster verwüstet, weshalb die Mehrheit der Geistlichen vorübergehend ins venezianische Dalmatien floh. Auch in der Folgezeit scheint Ljubuški kein ruhiges Gebiet im osmanischen Reich gewesen zu sein; so schreibt der Reisende Evliya Çelebi in seinen Aufzeichnungen, dass er Ljubuški meide, weil der Feind dort sehr aufständisch sei. Einige Passagen weiter berichtet er während seines Aufenthaltes in Mostar auch von einer Schlacht mit den Ungläubigen aus Ljubuški. Das 17. Jahrhundert war auch die Zeit der Hajduken, die damals im Primorje und im dalmatinischen Hinterland siedelten und immer wieder Raubzüge gegen osmanische Handelskarawanen unternahmen.
Verwaltungstechnisch hatte Ljubuški unter den Osmanen bis ins 18. Jahrhundert wohl wegen seiner Grenznähe und der damit verbundenen unsicheren Lage ausschließlich den Status einer Festungsstadt (k'ala) und war Teil des Gerichtsbezirks (kadılık) von Imotski. Erst als Imotski 1718 nach dem Frieden von Passarowitz an Venedig abgetreten werden musste, wurde Ljubuški selbst zum kadılık erhoben, wodurch die Stadt erstmals eines der Verwaltungszentren der Region wurde. Im 19. Jahrhundert verlor Ljubuški allmählich seinen Festungscharakter und gewann stattdessen zur Zeit des Wesirs Ali-paša Rizvanbegović, der den Anbau von Reis und Oliven eingeführt hatte, an landwirtschaftlicher Bedeutung.

### Österreichisch-ungarische Herrschaft

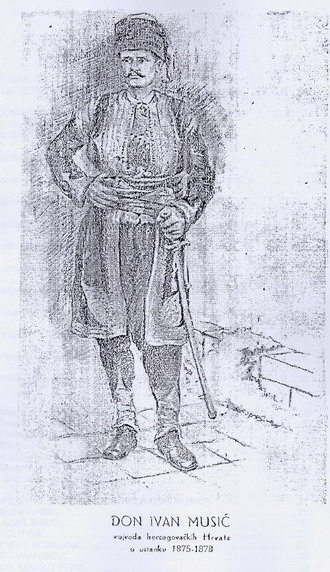
Don Ivan Musić – Zeichnung aus dem späten 19. Jahrhundert

1875 brach in Gabela bei Čapljina ein Aufstand unter der Führung des aus Klobuk stammenden Ivan Musić aus, in dem sich die christliche Bevölkerung gegen ihre osmanischen Herrscher erhob. Kämpfe fanden auch im Gemeindegebiet von Ljubuški in der Nähe der Ortschaften Klobuk und Šipovača statt. Die Lage beruhigte sich erst, als im Berliner Kongress Bosnien und die Herzegowina Österreich-Ungarn zugesprochen wurden und die österreichisch-ungarische Armee unter Führung des Feldmarschallleutnants Stephan von Jovanović am 2. August 1878 in Ljubuški einmarschierte.

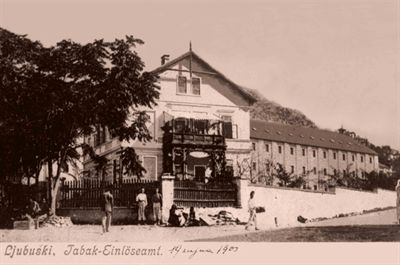
Das Tabak-Einlöseamt um 1900

Das Bild der in der Ebene gelegenen unteren Stadtteile wurde in den Jahren der österreichisch-ungarischen Verwaltung nachhaltig geprägt. So wurden die meisten heute noch verwendeten öffentlichen Gebäude (Rathaus, Gymnasium etc.) um die Jahrhundertwende errichtet. Auch der Großteil des heutigen Straßenverlaufs durch Ljubuški sowie zahlreiche Brücken über den Trebižat gehen auf die österreichisch-ungarische Zeit zurück. Auf verwaltungstechnischer Ebene wurden regelmäßige Volkszählungen sowie das Katasterwesen eingeführt, während die Landwirtschaft durch den Weinbau bis in die heutige Zeit hinein nachhaltig bereichert wurde. Auch der Tabakanbau wurde von der österreichisch-ungarischen Verwaltung durch die Einrichtung eines Tabakeinlöseamtes in Ljubuški gefördert.
In den Jahren nach 1900 allerdings scheinen Urbanisierung und Wirtschaftsaufschwung in eine Rezession geraten zu sein. So ist ein Arbeiterstreik am 17. Mai 1906 in der Tabakindustrie überliefert, der den österreichisch-ungarischen Behörden den Einsatz von 180 Soldaten und zwölf Offizieren wert war, um ihn einzudämmen. Außerdem ging zwischen den Jahren 1895 und 1910 die Einwohnerzahl der Stadt Ljubuški von 3964 auf 3297 zurück. Um die Lokale Wirtschaftsentwicklung zu fördern beschloss der Stadtrat 1912 den Bau einer knapp 20 Kilometer langen Eisenbahnstrecke von Čapljina, gelegen an der 1885 eröffneten Bahnstrecke Mostar–Metković, nach Ljubuški. Unmittelbar danach wurde mit dem Bau von drei heute noch existierenden Eisenbahnbrücken begonnen, allerdings konnte der Bau wegen des beginnenden Ersten Weltkriegs nicht beendet werden und wurde auch danach nicht wieder aufgenommen. Im Ersten Weltkrieg herrschten Hungersnot und Armut, die zusammen mit der Spanischen Grippe nochmals einen starken Bevölkerungsrückgang herbeiführten.

### Der Zeitraum von 1918 bis 1991

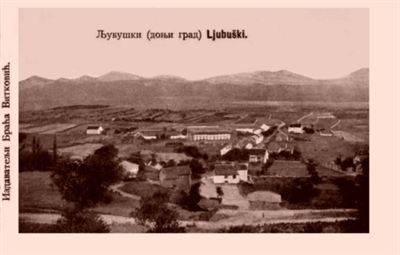
Postkarte aus den 1920er oder 1930er Jahren

Die Jahre nach dem Krieg und die Zugehörigkeit zum neu gegründeten Königreich der Serben, Kroaten und Slowenen brachten wenig Besserung. In der Folgezeit gab es fast ausschließlich kleinbäuerliche Subsistenzwirtschaften, die kaum Entwicklungsmöglichkeiten hatten. Zu dieser Zeit hatte die Kroatische Bauernpartei, die in erster Linie kroatisch-nationale Interessen vertrat, den größten Zulauf. Bei den Wahlen von 1920 erhielt sie von 9600 Wahlgängern in Ljubuški 3861 Stimmen, gefolgt von der föderalistisch ausgerichteten Kroatischen Landwirtschaftlichen Partei mit 3013 Stimmen. Auf die Jugoslawische Muslimische Organisation und die Kommunistische Partei entfielen 566 bzw. 509 Stimmen, während die zentralistisch orientierten Radikalen, Demokraten und Sozialdemokraten nur 53, 28 und 17 Stimmen erhielten.
Im Zweiten Weltkrieg war Ljubuški von 1941 bis 1945 Teil des Unabhängigen Staates Kroatien und der Großgespanschaft Hum. Während des Krieges hatte die Gemeinde Ljubuški – verglichen mit anderen Gemeinden des damaligen kroatischen Staates – wenige Todesopfer zu beklagen, weil in Ljubuški keine Juden und nur wenige Serben lebten. Auf einer Namensliste mit 646.177 Kriegsopfern aus ganz Jugoslawien war bei 162 Personen Ljubuški als Geburtsort angegeben. Weiters ist schriftlich überliefert, dass der kroatische Verbindungsoffizier Laxa in einem Rapport über mehrere Morde in Ljubuški berichtet, die in der Nacht vom 30. Juni auf den 1. Juli 1941 verübt wurden. Kroatische Quellen hingegen betonen, dass gegen Ende des Krieges schätzungsweise 1.800 Menschen Racheakten der Tito-Partisanen zum Opfer gefallen sind. Unter den Partisanenopfern waren auch fünf katholische Geistliche des Franziskaner-Ordens, die heute als Märtyrer verehrt werden:
- 1. fra Julijan Kožul (* 1906), Pfarrer in Veljaci, ermordet am 10. Februar 1945,
- 2. fra Paško Martinac (* 1882), Pfarrer im Ruhestand, ermordet am 10. Februar 1945,
- 3. fra Martin Sopta (* 1891 in Dužice), Professor für Philosophie, ermordet am 11. oder 12. Februar 1945,
- 4. fra Zdenko Zubac (* 1911), Pfarrer in Ružići, ermordet am 13. Februar 1945,
- 5. fra Slobodan Lončar (* 1915), Kaplan in Drinovci, ermordet am 13. Februar 1945.

Einen Erklärungsansatz für diese Morde der Partisanen bietet die Tatsache, dass einige Funktionsträger der Ustascha, wie Innenminister Andrija Artuković und KZ-Kommandant Vjekoslav Luburić, aus Ljubuški stammen. So galt Ljubuški auch Jahrzehnte nach dem Krieg noch immer als Nest der Ustascha.
Im sozialistischen Jugoslawien erholte sich die Gemeinde nur langsam. In den 1950er Jahren wurde in nahezu allen Ortschaften eine funktionierende Stromversorgung eingerichtet; bald darauf folgte die Verlegung der ersten Telefonleitungen. Auch die im jugoslawischen Königreich vernachlässigten Aufgabengebiete Bildung und Industrialisierung wurden vom Tito-Staat durch den Bau neuer Dorfschulen und einer Textilfabrik gefördert. Dennoch blieb Ljubuški, so wie beinahe die gesamte Herzegowina, in seiner Entwicklung erheblich hinter dem übrigen Staat zurück, was bis in die 1960er Jahre hinein zu einer Migration zu den großen urbanen Zentren, allen voran Zagreb, führte. Als die Ausreise in die westeuropäischen Staaten möglich wurde, kam es auch in Ljubuški zu einer bedeutenden Gastarbeitermigration nach Westdeutschland. Während die 1970er Jahre von einer kurzen Blüte geprägt waren, folgte bereits im folgenden Jahrzehnt, ähnlich wie in ganz Jugoslawien, ein erneuter wirtschaftlicher Niedergang. Mit dem Zusammenbruch des kommunistischen Einparteiensystems fanden im November 1990 nach über einem halben Jahrhundert wieder freie Gemeinderatswahlen statt, bei denen die meisten Stimmen an die kroatisch-national orientierten Parteien gingen.

### Bosnienkrieg, Dayton-Vertrag und Gegenwart

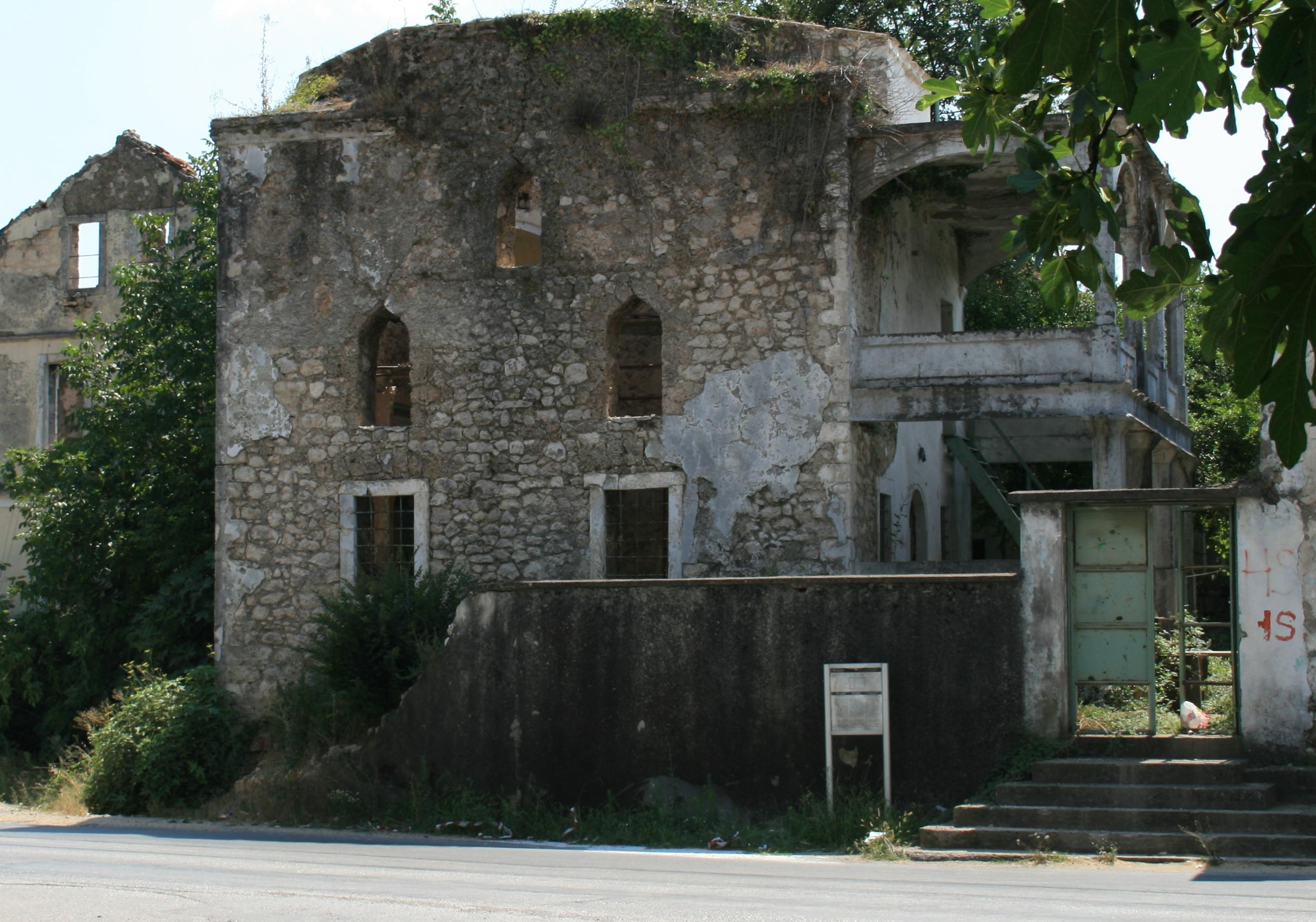
Die Moschee in Vitina wurde 1993 von HVO-Soldaten verwüstet

Im Bosnienkrieg wurde Ljubuški zwar im Frühjahr 1992 insgesamt dreimal von Flugzeugen der Jugoslawischen Volksarmee bombardiert, blieb vom weiteren Kriegsgeschehen aber weitestgehend verschont. Nachdem der Kroatische Verteidigungsrat (HVO) im Spätsommer 1992 seine Gebiete gefestigt hatte, wurde auch Ljubuški Teil der neu ausgerufenen Republik Herceg-Bosna. Als 1993 der bosniakisch-kroatische Konflikt eskalierte, wurde auch ein großer Teil der Bosniaken aus Ljubuški vom HVO vertrieben. Laut der Zeugenaussage eines vertriebenen Bosniaken haben sich allerdings kroatische Bewohner dieser Vertreibung ihrer bosniakischen Nachbarn widersetzt. Später wurden in den Häusern und Wohnungen der Vertriebenen nicht selten andere Flüchtlinge, meist Kroaten aus Zentralbosnien, untergebracht.
Bis zum Kriegsende hat die Gemeinde Ljubuški etwa 50 Kriegstote hinnehmen müssen, wobei die meisten davon wohl gefallene Soldaten im Dienste des HVO waren. Beim Friedensabkommen von Dayton im Jahr 1995 wurde Ljubuški der Föderation Bosnien und Herzegowina zugesprochen und ist seitdem Teil des Kantons West-Herzegowina.
Heute leben etwa 700 Bosniaken wieder dauerhaft in Ljubuški, wobei das gut funktionierende Zusammenleben mit den Kroaten als beispielhaft für ganz Bosnien und Herzegowina gilt. Als Hauptgrund für die dennoch eher langsam voranschreitende Flüchtlingsrückkehr wird in erster Linie der schwache Arbeitsmarkt genannt.

## Bevölkerung
| Jahr | Stadtgebiet | Gemeinde | Pfarrei |
| ---- | ----------- | -------- | ------- |
| 1742 | -           | –        | 618     |
| 1768 | -           | –        | 944     |
| 1844 | -           | -        | 4.173   |
| 1879 | 2.647       | -        | 8.879   |
| 1885 | 3.464       | -        | 10.144  |
| 1895 | 3.964       | -        | 12.398  |
| 1910 | 3.297       | -        | 14.158  |
| 1921 | 2.655       | -        | 14.516  |
| 1948 | 2.142       | 25.959   | 18.111  |
| 1953 | 2.105       | 26.177   | 18.430  |
| 1961 | 2.168       | 26.630   | 17.782  |
| 1971 | 2.804       | 28.269   | 19.656  |
| 1981 | 3.700       | 27.603   | 18.698  |
| 1991 | 4.198       | 28.340   | 19.038  |
| 2013 | 4.387       | 28.184   |         |

### Bevölkerungsentwicklung
Die ältesten sporadischen Daten einer Einwohnerverzeichnung stammen aus dem Jahr 1742, als der Venezianisch-Österreichische Türkenkrieg erst zwei Jahrzehnte zurücklag. In ihr festgehalten sind die katholischen Einwohner und Haushalte der Pfarrei Veljaci, die zu jener Zeit die westlich gelegenen Ortschaften der heutigen Gemeinde Ljubuški umfasste. Ihr zufolge bedurften in 13 Ortschaften genau 618 gläubige Katholiken der Seelsorge des Pfarrers; rund ein Vierteljahrhundert später (1768) waren es 944 Seelen in 14 Ortschaften. Ein ganzes Jahrhundert später hatte sich die Einwohnerzahl desselben Gebiets beinahe verzehnfacht, was wahrscheinlich auf starke Zuwanderung durch Förderung der Landwirtschaft zu Zeiten des Wesirs Ali-paša Rizvanbegović zurückzuführen ist.
Bis zu Beginn des 20. Jahrhunderts nahm die Bevölkerungszahl der Gemeinde alle zehn Jahre kontinuierlich um rund 2.000 Einwohner zu, stagnierte dann aber in den Jahren vor und nach dem Ersten Weltkrieg. Es scheint gesichert, dass Krieg und Hungersnöte zu einer Auswanderungswelle nach Übersee, u. a. in die Vereinigten Staaten geführt haben, wie Grabsteininschriften im Old St James Cemetery in Gouverneur (New York) belegen. Zwar fehlen genauere Daten für die Jahre zwischen 1921 und 1948, doch es kann vermutet werden, dass die Wachstumsrate aus Vorkriegszeiten wieder erreicht worden ist. Dies würde bedeuten, dass die Bevölkerungszahl von 1948 bereits vor Ausbruch des Zweiten Weltkriegs in Jugoslawien erreicht worden ist, und aufgrund der Kriegsereignisse dann erneut stagnierte. In den Zählungen der 1950er und 1960er Jahre macht sich schließlich auch Gastarbeitermigration zunächst nach Kroatien, später auch in Richtung Westdeutschland bemerkbar. Sie wurde zwar im darauffolgenden Jahrzehnt durch eine kurze Wirtschaftsblüte sichtlich abgedämpft, was demographisch zu einem neuerlichen Wachstumsschub führte, jedoch flaute dieser bereits in den 1980er Jahren wieder merklich ab.
Bei der Bevölkerungsentwicklung des Stadtgebiets fällt auf, dass die Einwohnerzahl in Krisenzeiten nicht nur stagnierte, sondern auch rückläufig wurde. Dabei ist zu bedenken, dass Ljubuški zum Zeitpunkt der Ablösung der osmanischen Herrschaft über 150 Jahre lang Sitz eines Qādī gewesen ist. Dies legt die Vermutung nahe, dass nach dem Abzug der osmanischen Oberschicht für die städtische Bevölkerung auch eine Abnehmerschicht weggefallen ist, welche vom österreichisch-ungarischen Beamtentum auf dauer nicht gleichwertig ersetzt werden konnte. So macht sich erst seit dem Aufkeimen der Textilindustrie wieder ein deutlicher Bevölkerungszuwachs auf dem Stadtgebiet bemerkbar.

### Aktuelle Situation
Bei der Volkszählung im Jahre 1991 kam die Gemeinde Ljubuški auf 28.340 Einwohner und erreichte damit vorerst ihren offiziellen Höchststand. Zwar werden seit der Jahrtausendwende alljährliche Hochrechnungen oder amtliche Schätzungen durchgeführt, doch sind diese mit einer gewissen Ungenauigkeit behaftet und auch nicht immer vollständig auswertbar. Ihnen zufolge hatte die Gemeinde im ersten Jahrzehnt des 21. Jahrhunderts zu keinem Zeitpunkt mehr als 24.000 Einwohner, also mindestens 4.000 weniger als vor dem Bosnienkrieg. In den lokalen Medien werden diese Schätzungen stark angezweifelt, da die staatliche Budgetverteilung in direkter Abhängigkeit zu den Einwohnerzahlen der jeweiligen Kantone und Gemeinden steht. So sollen insbesondere westherzegowinische Gemeinden durch niedrige Schätzungsergebnisse systematisch benachteiligt worden sein, wobei handfeste Beweise für derartige Vorwürfe bislang ausgeblieben sind. Gesicherte Zahlen sind erstmals wieder im Rahmen der Volkszählung von 2013 veröffentlicht worden und haben eine relativ konstante Bevölkerungszahl im Vergleich zu den Vorkriegsjahren bestätigt.

### Ethnische Struktur
Die Gemeinde Ljubuški ist mit einem Anteil von 2,5 % Bosniaken die einzige im Kanton West-Herzegowina mit einer erwähnenswerten nichtkroatischen Minderheit. Am höchsten ist ihr Anteil im Stadtgebiet (ca. 14 %), wobei die Bosniaken bis 1991 dort mehr als ein Viertel der damaligen 4.198 Einwohner ausmachten. Bei der Volkszählung von 1910 lag ihr Anteil an der städtischen Bevölkerung noch bei über 70 %, ist seitdem aber permanent im Fallen. So waren die Bosniaken bereits 1971 auch auf dem Stadtgebiet in der Minderheit (46,64 %), wobei sich dieser Trend bedingt durch die Landflucht der kroatischen Bevölkerung aus den umliegenden Dörfern nochmals verstärkt hat. Heute stellen die Bosniaken lediglich in der Ortschaft Gradska die absolute Mehrheit der Dorfbewohner.
Als Jugoslawen bezeichneten sich in der Regel Menschen, die aus Mischehen hervorgegangen sind. Ihr geringer Anteil in den Vorkriegsjahren kann als Indiz gewertet werden, dass sowohl Gemeinde- als auch Stadtgebiet zwischen den verschiedenen Ethnien trotz gegenseitiger Toleranz stark segregieren. So leben beispielsweise die städtischen Bosniaken konzentriert am Hang der Buturovica-Anhöhe, während die städtischen Kroaten fast ausschließlich in der Ebene wohnhaft sind. In den restlichen 34 Ortschaften setzt sich dieser Trend insofern fort, als es keine Mischdörfer gibt; die Dörfer – Gradska ausgenommen – werden fast ausschließlich von Kroaten bewohnt. Serben spielen in Ljubuški gegenwärtig keine Rolle mehr, allerdings hat es vor hundert Jahren eine kleine Gemeinschaft von rund 200 Personen gegeben. Ihre einstige Präsenz ist auch durch die Ruinen einer serbisch-orthodoxen Kirche in Mostarska Vrata oberhalb der östlichen Stadteinfahrt bezeugt.

### Religion
Wie inzwischen in ganz Bosnien und Herzegowina ist auch in Ljubuški das religiöse Bekenntnis eng an die ethnische Zugehörigkeit gekoppelt. Dementsprechend sind der Katholizismus bei den Kroaten und der Islam bei den Bosniaken die beiden Religionen, die in Ljubuški besonders präsent sind. Der ethnischen Aufteilung entsprechend ist die katholische Kirche gemeindeweit dominierend, während es islamische Gotteshäuser im Stadtgebiet sowie in zwei weiteren der insgesamt 35 Gemeindeortschaften gibt. Die Moscheen im Stadtgebiet liegen allesamt in den älteren, osmanisch geprägten oberen Stadtteilen am Hang der Buturovica-Anhöhe. Die älteste befindet sich am nordwestlichen Teil des Hangs namens Žabljak, eine weitere liegt im südöstlichen Teil namens Gožulj, während die jüngste der drei Moscheen sich im Stadtteil am Fuße des Hangs unweit des modernen Stadtzentrums befindet, der Pobrišće genannt wird. Eine Moschee steht im Dorf Gradska und eine in Vitina; sie ist 1993 verwüstet und ihre Erneuerung im Juli 2010 abgeschlossen worden.

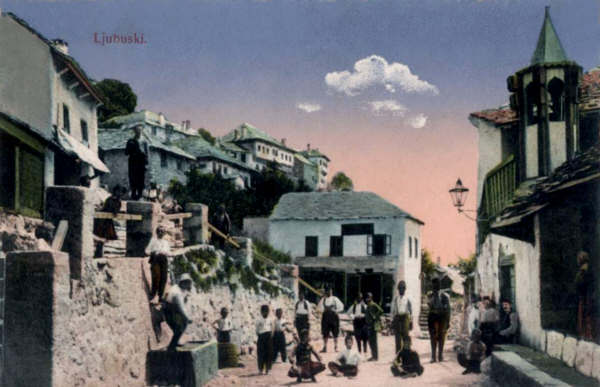
Gožulj um die Jahrhundertwende

Was die katholische Kirchenverwaltung angeht, ist das Gemeindegebiet von Ljubuški heute in fünf Pfarreien (Veljaci, Humac, Klobuk, Vitina und Šipovača) unterteilt, die allesamt dem Bistum Mostar-Duvno unterstehen. Besonders geschichtsträchtig ist die Pfarre Veljaci, die bis ins 19. Jahrhundert hinein das eigentliche geistliche Zentrum der katholischen Bevölkerung der Gemeinde gewesen ist. Das heutige Stadtgebiet allerdings liegt seit 1866 im Bereich der vergleichsweise jungen Pfarre Humac, was ihr gegenwärtig zu einer stärkeren Stellung gegenüber den übrigen Pfarreien verholfen hat. So wurde eine Zeit lang auch in Erwägung gezogen, Antonius von Padua, den Schutzpatron der Pfarre Humac, zum Patron der gesamten Gemeinde zu erheben, die bis dato keinen eigenen Schutzheiligen hat. Stattdessen hat unter den lokalen Katholiken die Marienverehrung einen ganz besonderen Stellenwert, weshalb alljährlich am 15. August zu Mariä Himmelfahrt Pilgerfahrten nach Međugorje unternommen werden.
Insgesamt gilt das friedliche Nebeneinander der beiden Weltreligionen in Ljubuški trotz der Ereignisse von 1993 als vorbildlich für den gesamten Staat. Zwar nehmen die meisten Menschen seit dem Krieg ihr religiöses Bekenntnis ernster als vorher, doch ist das gesellschaftliche Klima in der Bevölkerung noch immer in erster Linie von gegenseitiger Toleranz geprägt.

### Sprache
Die gängige Alltagssprache in Ljubuški ist die in der westlichen Herzegowina verbreitete ikavische Variante des štokavischen Dialekts und weist damit sowohl zur kroatischen als auch zur bosnischen Standardsprache Unterschiede auf (z. B. srića statt sreća für 'Glück', dite statt djete für 'Kind' oder mliko statt mlijeko für 'Milch'). Auch Infinitivform und 1. Person Singular der Verben sind anders als in den Standardsprachen (z. B. radit statt raditi für 'arbeiten' bzw. radin statt radim für 'ich arbeite'). Ähnlich wie in Dalmatien, werden auch zahlreiche Doppellaute gebogen (z. B. fala statt hvala für 'Danke' oder jubav statt ljubav für 'Liebe'), wobei dies in Ljubuški durch den Einfluss der einheimischen Bosniaken auch auf die Laute č und dž zutrifft (z. B. đamija statt džamija für 'Moschee' oder ćesma statt česma für 'Wasserhahn'). Weitere Besonderheiten den meisten anderen ikavischen Dialekten gegenüber sind: stummes P, sofern es am Wortanfang steht und ein Konsonant darauf folgt (z. B. tica statt ptica für 'Vogel'), die Meidung des Lautes O, wenn es am Wortanfang oder nach einem Vokal am Wortende steht (z. B. vako statt ovako für 'auf diese Art' oder moga statt mogao für 'etw. gekonnt haben'), sowie die Meidung des Lautes H, der in der Regel stark zurückgedrängt oder durch andere Laute ersetzt wird (z. B. tit statt htjeti für 'wollen' oder mavat statt mahati für 'winken'). Vor allem unter den Älteren wird sogar der Landschaftsname nicht Hercegovina, sondern Ercegovina ausgesprochen.

## Politik

### Verwaltung
Der Gemeinderat (Općinsko vijeće) als oberstes Gremium der Gemeinde umfasst derzeit 25 Sitze und wird alle vier Jahre im Zuge staatsweiter Kommunalwahlen gewählt, bei denen auch das Amt des Bürgermeisters per Direktwahl vergeben wird. Amtierender Bürgermeister ist seit 2020 Vedran Markotić (HDZ BiH), der den von 2004 bis 2020 regierenden Nevenko Barbarić nach dessen Wahl ins kroatische Parlament beerbt hat. In den frühen 2010er Jahren konnte zwischenzeitlich die multi-ethnisch ausgerichtete Volkspartei für Besserung durch Arbeit Mandate im Gemeinderat erringen. Im Wahljahr 2014 zeigten sich die Wähler vermehrt überdrüssig von der Stagnationspolitik der Vorjahre, was zu Stimmverlusten an allen Seiten und zu einem drastischen Zuwachs an ungültigen Stimmzetteln geführt hatte. Diese machten seinerzeit bis zu 10 % der abgegebenen Stimmen aus. In den letzten Jahren kippte die Stimmung jedoch wie im gesamten Land wieder zugunsten einer nationalistischen Sammelpartei. Im Falle von Ljubuški ist dies die kroatische HDZ BiH. Positiv anzumerken ist, dass die zwischenzeitlich auf unter 50 % gerutschte Wahlbeteiligung wieder deutlich angestiegen ist und bei der letzten Wahl bei rund 65 % lag.

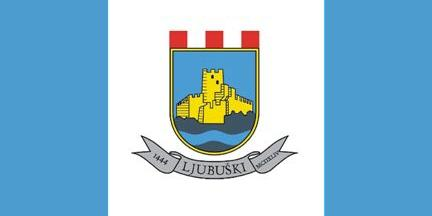
Flagge von Ljubuški

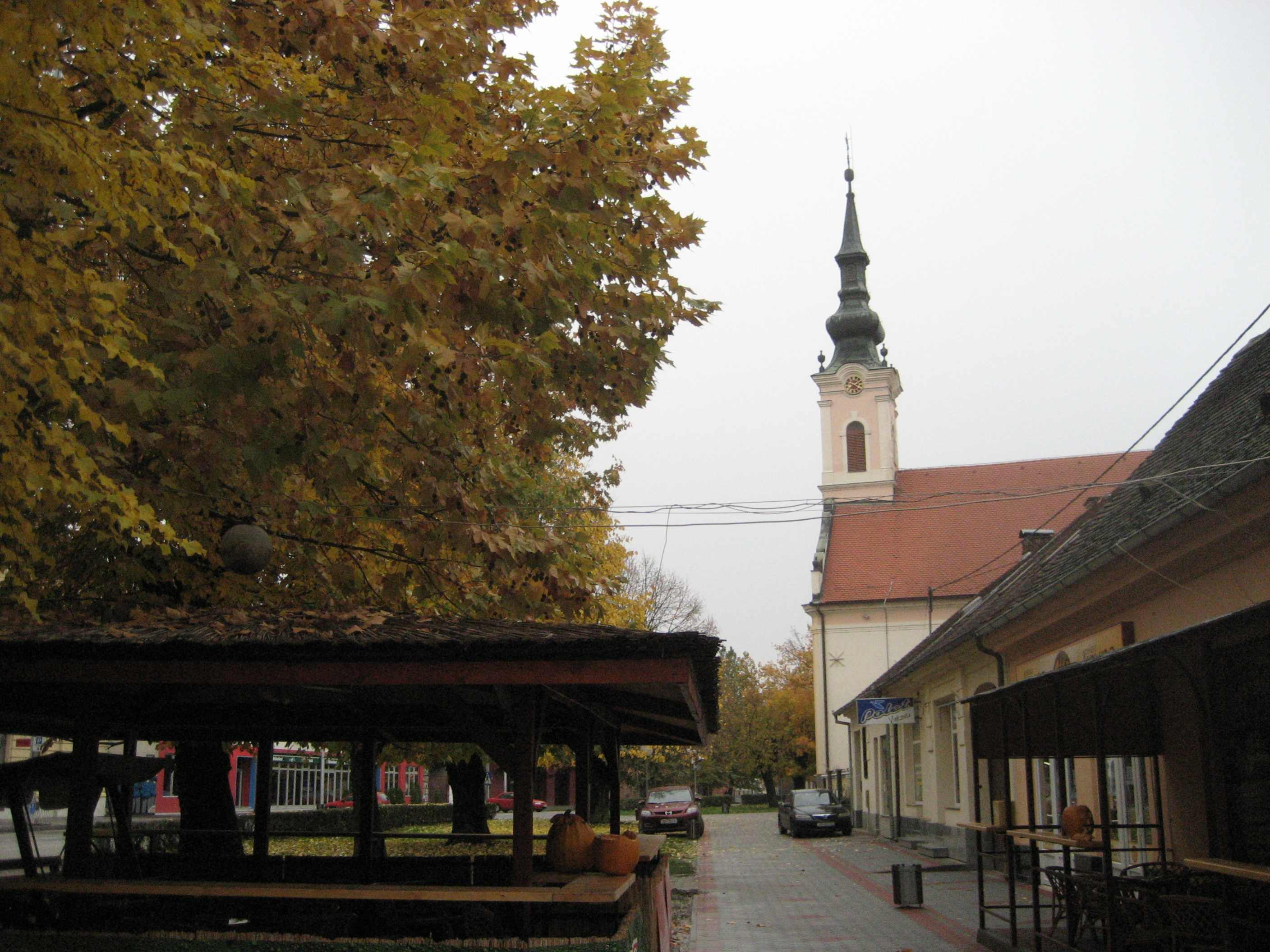
Partnerstadt Županja

| Partei                                                | Stimmen          |
| ----------------------------------------------------- | ---------------- |
| HDZ BIH, HSS, HSP BIH, HKDU, HSPAS, HDU, HSPHB, HRAST | 12.107 (82,90 %) |
| HDZ 1990 - HNP                                        | 2.160 (14,79 %)  |
| HRS                                                   | 213 (1,46 %)     |

| Partei                                                            | Stimmen          |
| ----------------------------------------------------------------- | ---------------- |
| HDZ BIH, HSSSR, HSS, HSP BIH, HKDU, HSPAS, HDU, HSPHB, HRAST, HNL | 11.981 (82,16 %) |
| HDZ 1990                                                          | 2.296 (15,75 %)  |
| HRS                                                               | 166 (1,14 %)     |

| Parteienbündnis         | Stimmen          |
| ----------------------- | ---------------- |
| HDZ BIH, HDU, HSS, HKDU | 10.411 (71,71 %) |
| HDZ 1990                | 2.656 (18,29 %)  |
| HSP BiH                 | 1.011 (6,96 %)   |

| Partei   | Stimmen         | Sitze |
| -------- | --------------- | ----- |
| HDZ BiH  | 6.932 (73,20 %) | 20    |
| HDZ 1990 | 1.391 (14,69 %) | 4     |
| HSP BiH  | 442 (4,67 %)    | 1     |

### Wappen und Flagge
Ljubuški hat mit einem Gemeindewappen und einer Gemeindeflagge zwei eigene heraldische Symbole, deren Aussehen im Gemeindestatut festgeschrieben ist. Das Wappen zeigt auf einem goldumrandeten hellblauen Schild eine stilisierte Darstellung der mittelalterlichen Burg auf der Buturovica. Sie ist in Gold gehalten, was auf die goldene Vergangenheit im Mittelalter hinweisen soll. Durch den in Grau gehaltenen Berg verläuft eine hellblaue Welle als Darstellung des Flusses Trebižat. Gekrönt wird der Schild von drei geschacht angeordneten roten Quadraten, die dem historischen Wappen Kroatiens nachempfunden sind. Unter dem Schild ist ein feierlich entrolltes Schriftstück dargestellt, auf dem zentral in lateinischen Großbuchstaben geschrieben der heutige Stadtname Ljubuški zu lesen ist. Links davon in arabischen, rechts davon in römischen Ziffern steht die Jahreszahl 1444, da zum Zeitpunkt der Aufnahme des Wappens ins Gemeindestatut aus ebendiesem Jahr die älteste schriftliche Erwähnung der Ortschaft Ljubuški stammte. Die Flagge besteht aus den Farben blau-weiß-blau in senkrechter Streifenform, wobei die Breite der Streifen ungleich ist. Jeweils 28 % nehmen die beiden äußeren blauen Streifen ein, während der innere weiße Streifen, auf dem mittig das Gemeindewappen liegt, 44 % der Gesamtbreite einnimmt.

### Städtepartnerschaften
Ljubuški unterhält partnerschaftliche Beziehungen mit einer ausländischen Stadt:
- Županja, Kroatien (seit 2008)

Formell wurde die Partnerschaft mit der syrmischen Stadt Županja am 11. Juni 2008 durch ein Abkommen besiegelt, das von den beiden gegenwärtigen Bürgermeistern Davor Miličević und Nevenko Barbarić unterzeichnet worden ist. Ursprünglich waren die Beziehungen rein kultureller Natur und sind auf die Zusammenarbeit zweier Folklorvereine der beiden Städte zurückzuführen.

## Kultur und Sehenswürdigkeiten

### Kunst und Museen

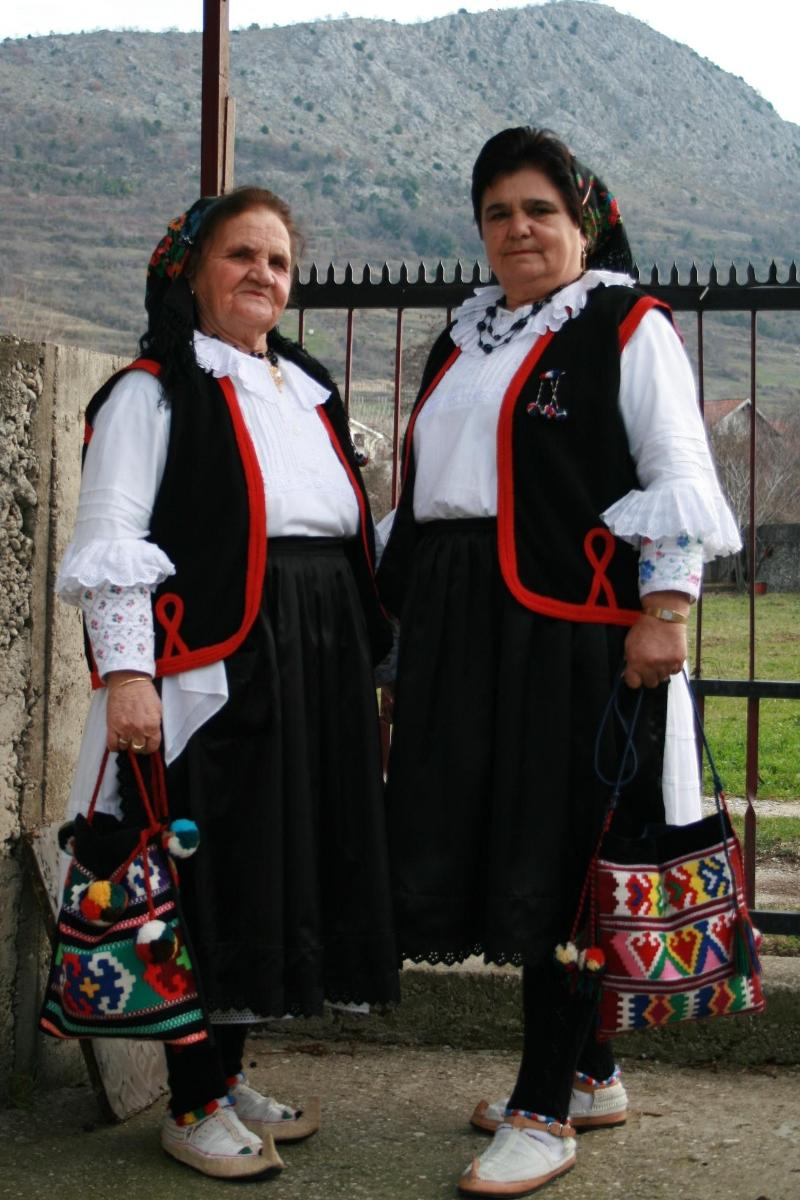
Ganga-Sängerinnen des HKUD Radišići in Tracht

Ljubuški beherbergt einige durchaus beachtenswerte kulturelle Institutionen. Die älteste unter ihnen ist die Bibliothek des Franziskanerklosters in Humac, deren Tradition bis in die zweite Hälfte des 19. Jahrhunderts zurück reicht. Im 20. Jahrhundert hingegen hatte die Kulturszene bedingt durch drei Kriege und 45 Jahre Realsozialismus keinen einfachen Stand. Erst als zu Beginn des 21. Jahrhunderts die jüngsten gesellschaftlichen und politischen Umwälzungen zum Abschluss kamen, rückten kulturelle Fragen wieder in den Fokus der Öffentlichkeit.
Seit 1999 gab es eine Vielzahl an Neugründungen kroatischer Kultur- und Künstlervereine (Hrvatska Kulturna i Umjetnička Društva, HKUD), die es sich zur Hauptaufgabe gemacht haben, bäuerliche Traditionen, Tänze und Gesänge am Leben zu erhalten. Besondere Aufmerksamkeit schenken die ansässigen Vereine dem lokalen Brauchtum wie Folklore und Trachten sowie dem regional weit verbreiteten Ganga-Gesang, der häufig je nach Dorf in anderer Stimmlage vorgetragen wird, wobei auch die Texte ortsspezifisch variieren können. Daneben werden überregionale Instrumente wie Gusle oder Diple gespielt, wobei vereinzelt auch die aus Slawonien stammende Tamburica zu hören ist. Der Anteil an Kindern und Jugendlichen in den national gefärbten HKUDs ist vergleichsweise hoch, da die Heranwachsenden in der Regel einzig dort regelmäßige Treffen abhalten können. Ein alternatives und vor allem nicht national gefärbtes Jugendzentrum hingegen hat offiziell erst Anfang 2011 seinen Betrieb aufgenommen und bietet seitdem zumindest den Jugendlichen im Stadtgebiet die Gelegenheit, auch moderne Popkultur auszuleben.
Als geistiges Zentrum klassischer Kultur hingegen hat sich das Franziskanerkloster in Humac bis in die Gegenwart seine exponierte Stellung bewahren können. Das ist nicht zuletzt dem in seinen Katakomben untergebrachten archäologischen Museum zu verdanken, das bereits 1884 eröffnet wurde und damit das älteste Museum in ganz Bosnien und Herzegowina ist. Die meisten Exponate stammen aus der näheren Umgebung der Herzegowina und umfassen die Zeitspanne zwischen Steinzeit und Mittelalter. Neben der Tafel von Humac zählen vor allem die archäologischen Funde aus der Römerzeit zu den wertvollsten im Museum ausgestellten Objekten. Neben dem Museum betreibt das Kloster in seinen Fluren seit Mai 2004 auch eine Kunstgalerie mit dem Thema Mutter (Majka). Diese Sammlung umfasst etwa 250 Kunstwerke (ca. 140 Skulpturen und 110 Gemälde), in denen die Frau in ihrer Rolle als Mutter dargestellt ist. Die meisten Werke wurden von Künstlern aus Kroatien, Bosnien und der Herzegowina geschaffen, wobei einige auch von Künstlern aus Slowenien, Russland und dem Kongo stammen.

### Bauwerke
Bedingt durch die wechselvolle Geschichte der Region weist das heutige Stadtgebiet von Ljubuški Bauten verschiedener kultureller Epochen auf. Das Wahrzeichen ist die mittelalterliche Burg, die sich auf der Buturovica befindet. Sie wurde vermutlich Mitte des 15. Jahrhunderts errichtet und bildet mit den umliegenden Mauerresten den ältesten Teil des Stadtgebiets. Es ist unter Historikern noch nicht geklärt, ob Herzog Stjepan Vukčić Kosača tatsächlich etwas mit ihrer Errichtung zu tun hatte. Trotzdem hat sich für die Burg im Volksmund die Bezeichnung Kula Herceguša („die zum Herzog gehörende Burg“) eingebürgert und bis heute gehalten.
Bislang wurde die Burg nicht ernsthaft für den Fremdenverkehr erschlossen und war für die Bevölkerung ganz besonders in jugoslawischer Zeit ein Sinnbild für Verfall und wirtschaftliche Vernachlässigung der Region. Erst im Frühjahr 2006 hat der Gemeinderat ein aufwendiges Sanierungs- und Restaurationsprojekt ins Leben gerufen, mit dem das Wahrzeichen durch Neubefestigung der Außenmauern vor dem völligen Einsturz gerettet werden konnte. Ursprünglich war auch eine umfangreiche Sanierung des Turms und des Burghofes geplant, jedoch sind diese Arbeiten bis heute ausgeblieben. Erreichen kann man das Bauwerk über einen Schotterweg von der Nordseite aus; während der einen Kilometer lange untere Teil befahrbar ist, müssen die letzten ca. 500 m zu Fuß zurückgelegt werden.

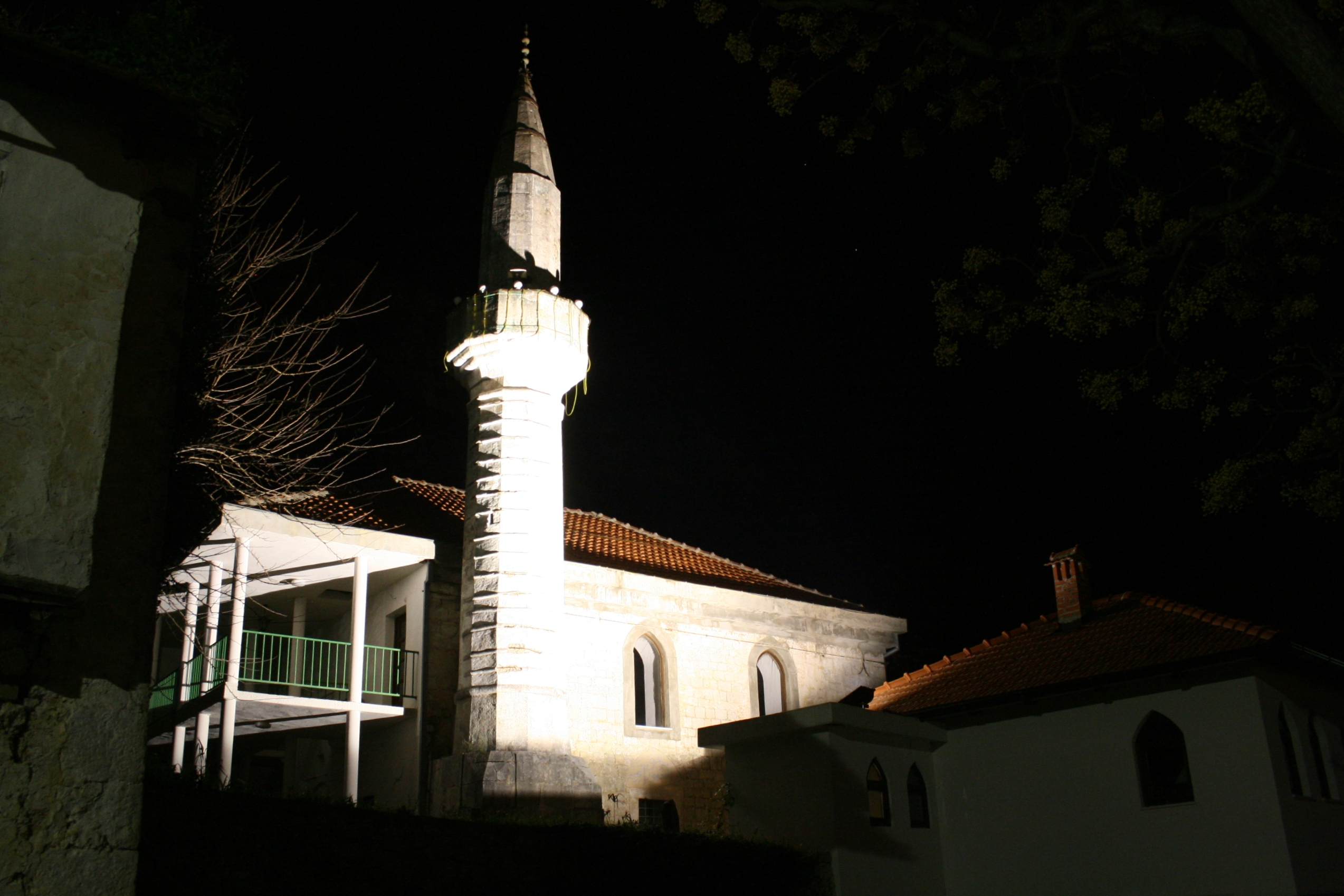
Žabljak-Moschee bei Nacht

Im osmanisch geprägten Teil des Stadtgebiets, der ein wenig unterhalb der mittelalterlichen Burg beginnt und sich am Hang der Buturovica ausbreitet, ist vor allem die im 17. Jahrhundert erbaute Moschee am Žabljak sehenswert. Die meisten übrigen Bauten der Osmanen wurden zu Beginn des 20. Jahrhunderts aufgegeben und sind heute Ruinen, die nur über Trampelpfade zugänglich sind, was vor allem im Sommer wegen der einheimischen Giftschlangen nicht ungefährlich ist. Im heutigen Stadtzentrum unterhalb der Anhöhe sind vor allem die Habsburgerbauten im Stile der Gründerzeitarchitektur (Rathaus, Gymnasium, Tabakeinlöseamt) hervorzuheben. Unter den Bauwerken des 20. Jahrhunderts sind das leerstehende Hotel Bigeste als Beispiel für den Stil des jugoslawischen Konstruktivismus sowie das 6-stöckige AGRAM-Gebäude, das in den 1990er Jahren als eines der ersten Objekte moderner Architektur errichtet worden ist, am auffälligsten.

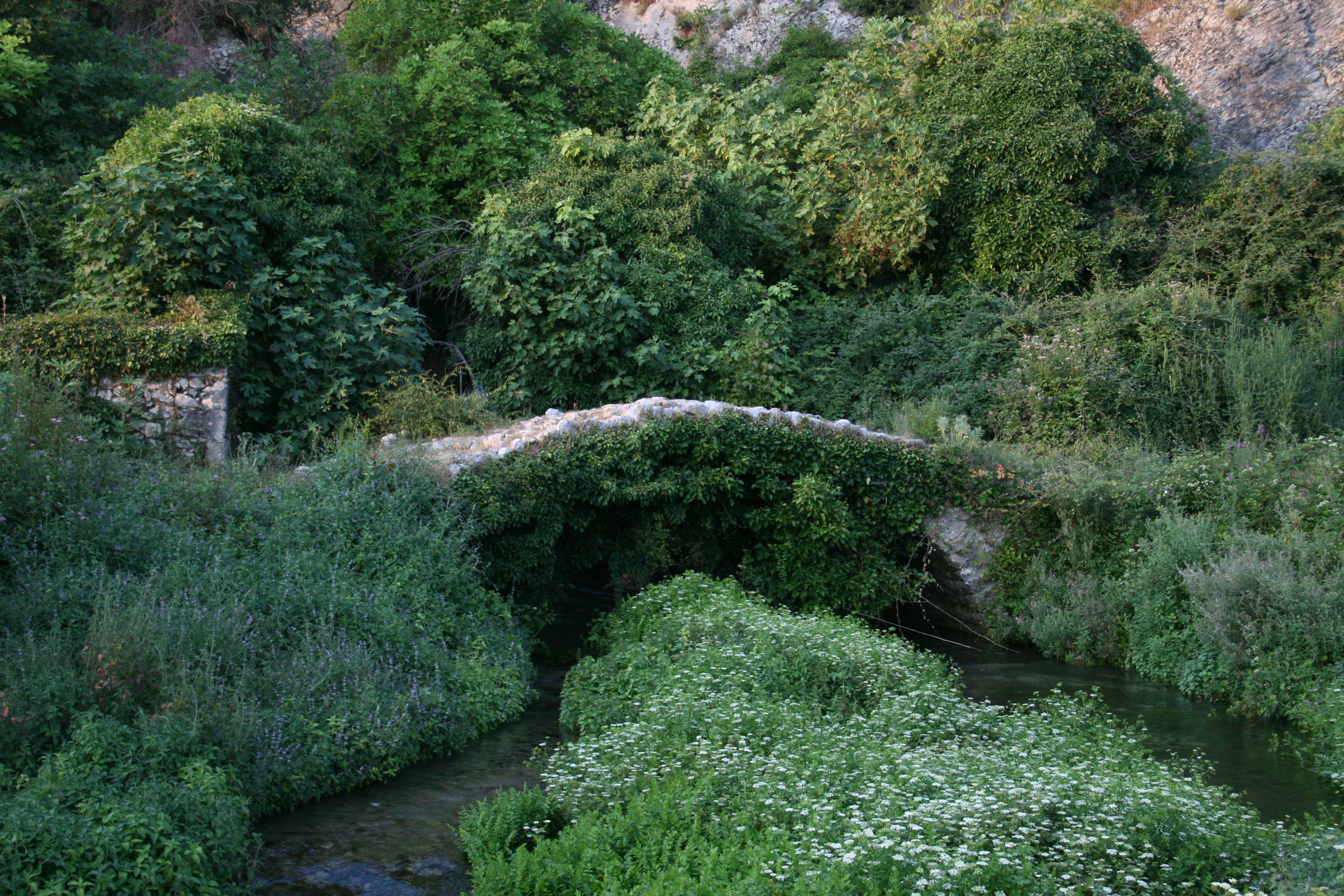
Kajtazovina-Brücke in Studenci

Außerhalb des Stadtgebiets sind in erster Linie die erhaltenen Brückenbauten zu nennen, unter denen eine kleine osmanische Brücke an der Kajtazovina-Quelle in Studenci besondere Beachtung verdient. In Lisice hingegen ist eine alte Eisenbahnbrücke aus Habsburgerzeit (Crvengorski most) zu finden, die aller Wahrscheinlichkeit nach zu Beginn des 20. Jahrhunderts anstelle einer älteren Steinbrücke errichtet worden ist. Unter den Sakralbauten ist das in Humac gelegene Areal des Franziskanerklosters das Umfangreichste der Gemeinde. Dessen älteste Gebäudeflügel gehen zwar noch auf die Mitte des 19. Jahrhunderts zurück, doch wurde der größte Teil des Areals samt seiner Spazierwege erst in den 1960er Jahren angelegt. Die moderne Kirche, das heutige Prunkstück des Klosters, wurde erst 2004 fertiggestellt. Außerdem ist das islamische Gotteshaus in Vitina, die 1923 errichtete und 2006 erneuerte Moschee in Gradska sowie die 1990 errichtete Dorfkirche von Cerno erwähnenswert. Weiters sind die in den Ortschaften Bijača, Grab und Studenci auffindbaren mittelalterlichen Grabsteine (stećci) zu nennen.

### Naherholung

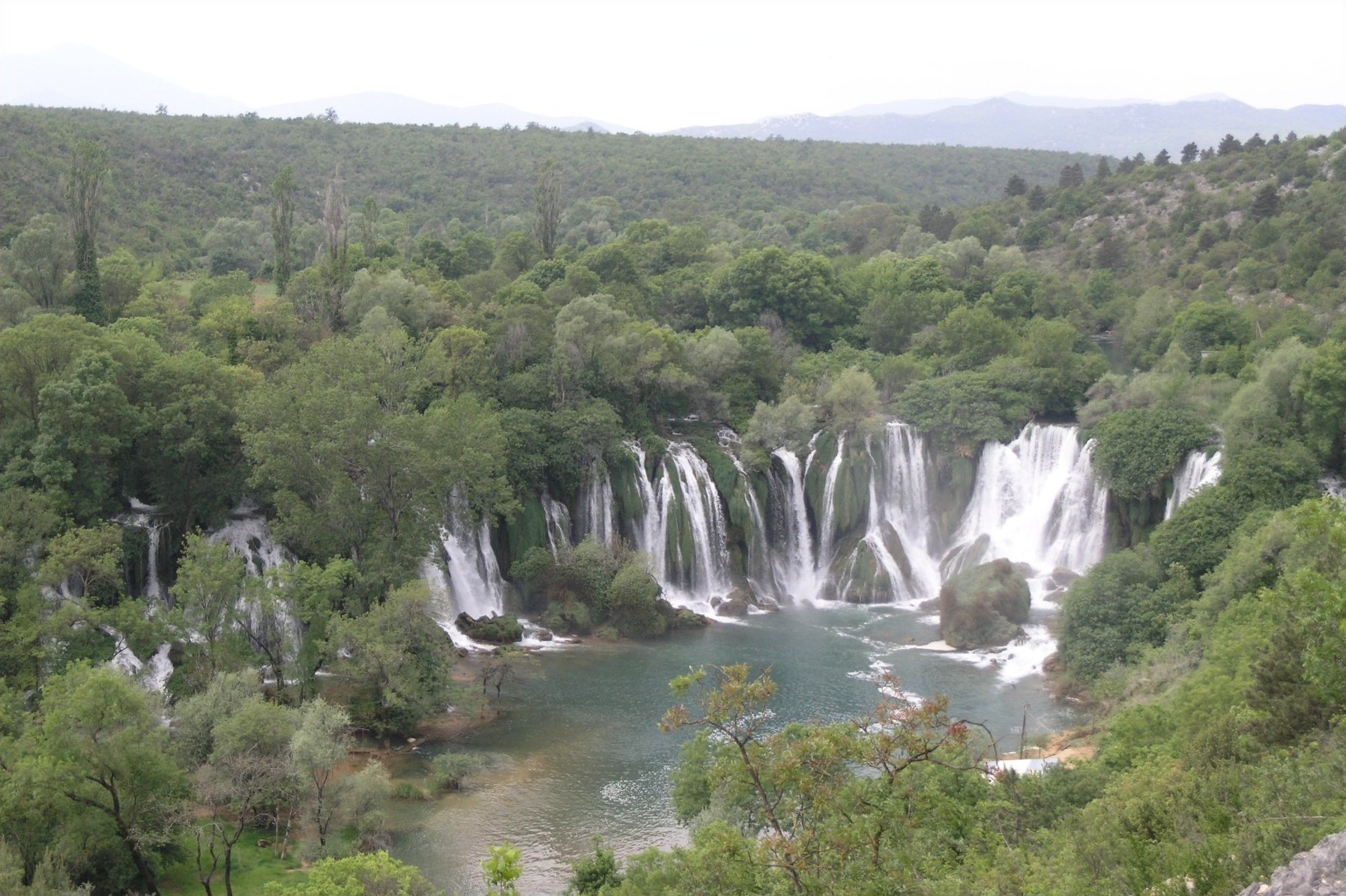
Kravica-Wasserfälle

Die Gegend von Ljubuški ist für die Wasserfälle am Trebižat, allen voran die unter Naturschutz stehenden Kravica-Fälle nahe der Ortschaft Studenci, berühmt. Diese Wasserfälle, deren Höhe zwischen 26 und 28 Metern variiert, stürzen über eine 120 Meter breite, halbkreisförmige Kante hinab. Dabei hinterlässt der feine Sprühregen aus Wasser und Schlamm eine solche Menge verschiedenster Ablagerungen, dass sich eine lokalspezifische Vegetation um die Wasserfälle gebildet hat. Früher wurden die Kravice zum Antrieb von Wassermühlen genutzt, während sie heute vornehmlich als Badeort dienen. Amtlichen Schätzungen zufolge besuchen jährlich rund 100.000 Menschen das Naturdenkmal, allen voran Međugorje-Pilger, die zu Tagesausflügen hinkommen.

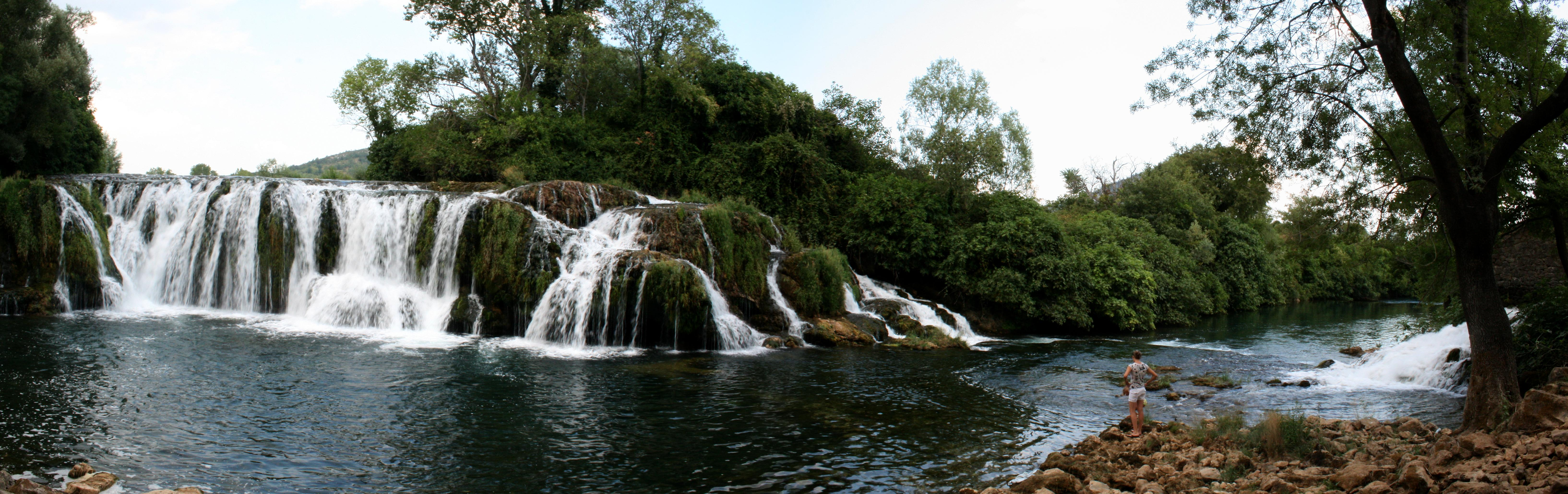
Koćuša-Wasserfall

Unter den übrigen Badegelegenheiten, von denen es am Trebižat über ein Dutzend gibt, ist der 30 Meter breite und zwischen zehn und zwölf Meter tiefe Koćuša-Wasserfall hervorzuheben. Im Gegensatz zu den Kravica-Wasserfällen unterliegt der Wasserabfluss beim Koćuša-Fall weniger starken jahreszeitlichen Schwankungen. Die alten Mühlen in der Nähe des Wasserfalls sind bis heute erhalten – zum Teil noch immer in Betrieb – und werden von den Besitzern in der Regel auch für Besucher zugänglich gemacht. Weniger spektakulär aber von der einheimischen Bevölkerung gut besucht sind noch der kleine Čeveljuša-Wasserfall zwischen Hrašljani und Hardomilje sowie der Naturstrand Baščina zwischen Humac und Teskera.
Als Ausflugsziel seit Jahren besonders geschätzt ist auch die Quelle des Flusses Vrioštica, der bereits nach wenigen Kilometern in den Trebižat mündet. Er entspringt in der Ortschaft Vitina am Fuße der karstigen Gradina-Anhöhe, wobei die Quelle lange Zeit für einen sagenumwobenen Jungbrunnen gehalten wurde. Das austretende Quellwasser ist klar und kühl bei einer konstanten Temperatur von 11–12 °C. In unmittelbarer Nähe der Quelle wurden ein künstlicher Teich und ein kleiner Park angelegt. In Zukunft soll auch die entlegene und derzeit für jeglichen Tourismus unerschlossene Ortschaft Hardomilje zu einem Ausflugsziel für Jagd- und Abenteuertouristen ausgebaut werden.

### Sport

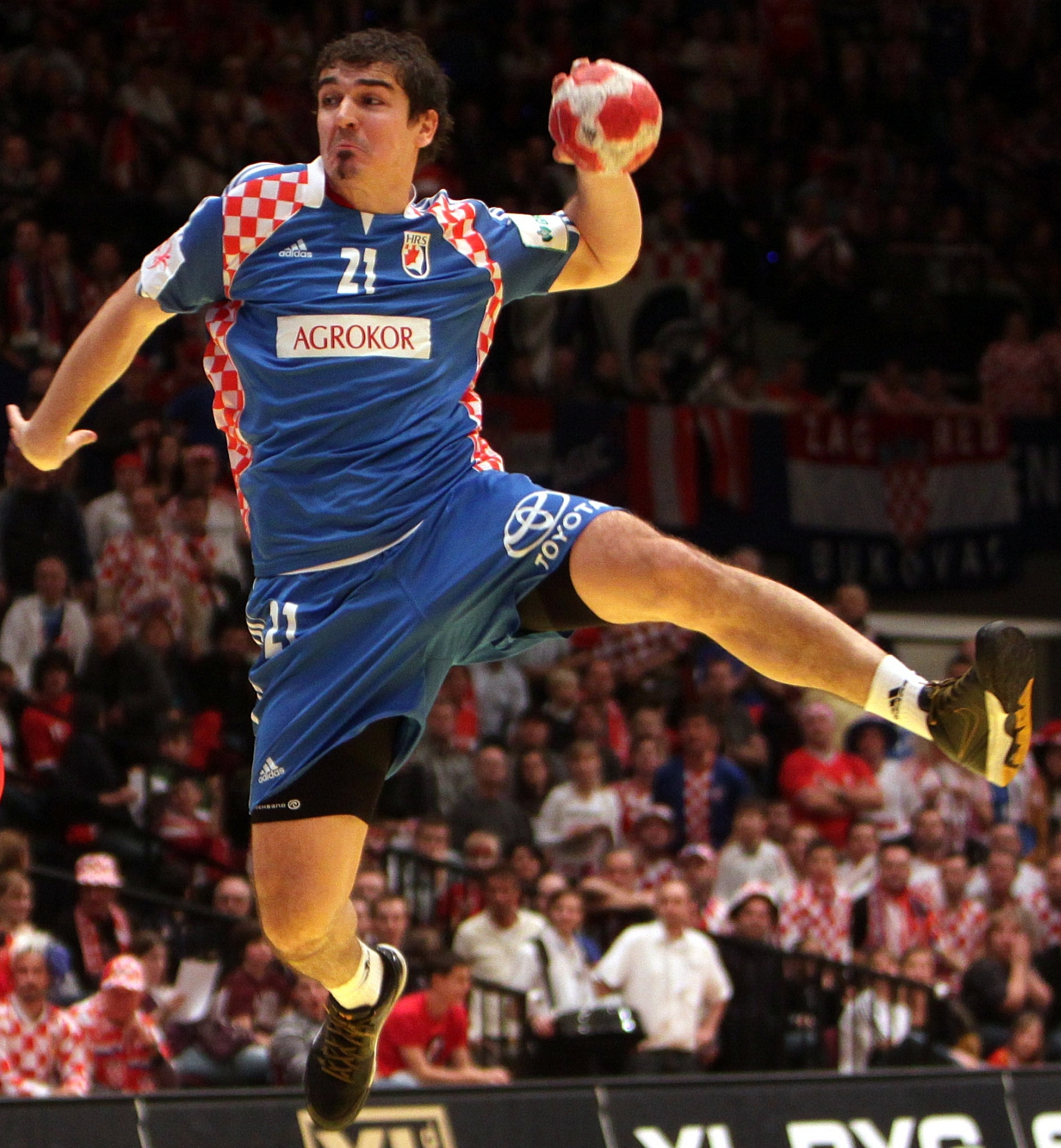
Denis Buntić war 2010 und 2011 einer der treffsichersten Rückraumspieler der kroatischen Nationalmannschaft und hat bei Izviđač Ljubuški das Handballspielen erlernt

Ljubuški bietet eine überschaubare Anzahl von Sportmöglichkeiten, die in gut einem Dutzend Sportvereinen und einer Handvoll eigens eingerichteten Sportplätzen und -hallen ausgeübt werden können. Zu den beliebtesten Sportarten zählen in Ljubuški in der Regel Mannschaftssportarten, die in kleinen Gruppen zu fünf bis sechs Spielern ausgetragen werden können. Große Tradition hat dabei allen Voran der Handball, wobei inzwischen auch Futsal sehr beliebt geworden ist. Im Individualsport haben sich vor allem Kampfsportarten durchgesetzt, wobei auch Leichtathletik, Tennis und vor allem Boccia traditionell sehr beliebt sind. So gibt es beispielsweise seit 1989 einen Karateklub, seit 1990 einen Bocciaverein, seit 2004 einen Boxverein und seit längerer Zeit den Athletikverein HAK Ljubuški.
Wichtigster Sportverein in Ljubuški ist der 1956 gegründete Handballverein HRK Izviđač, dessen Männermannschaft bereits viermal die bosnisch-herzegowinische Meisterschaft und zweimal den Pokal gewonnen hat. Darüber hinaus konnte der Verein in der Saison 2004/05 durch Erreichen des Halbfinals im Europapokal der Pokalsieger auch international auf sich aufmerksam machen. Dem damaligen Kader gehörten auch die gegenwärtigen kroatischen Nationalspieler Mirko Alilović und Denis Buntić an. Zwar hat die Frauenmannschaft keine vergleichbaren internationalen Erfolge vorzuweisen, dennoch ist sie wie die Herrenmannschaft seit Jahren konstant in der höchsten Spielklasse von Bosnien und Herzegowina vertreten.
Obwohl es mit dem NK Sloga Ljubuški einen eigenen Fußballverein gibt, der im Herrenfußball seit 1937 Bestand hat, steht der lokale Fußball dabei aber nicht im Mittelpunkt des Interesses. Fußballfans wenden sich ganz besonders seit dem Zerfall Jugoslawiens eher den europäischen Topligen zu, deren Spitzenspiele in der Regel im terrestrischen Landesfernsehen unverschlüsselt übertragen werden. Unter den Nationalmannschaften wird vom Großteil der Bevölkerung die kroatische und nicht die bosnisch-herzegowinische Auswahl angefeuert.
Die beiden wichtigsten Austragungsstätten in Ljubuški sind zum einen die städtische Sporthalle mit einem Fassungsvermögen von 4000 Zuschauern – sie war am 5. April 2007 auch Austragungsort des Handball-Freundschaftsspiels Bosnien und Herzegowina gegen Kroatien – und das mit einer Kampfbahn ausgestattete Fußballstadion Babovac, das ebenfalls rund 4000 Zuschauer aufnehmen kann.

### Regelmäßige Veranstaltungen
Der Karneval findet in Ljubuški seit 1999 statt, hat die Gemeinde aber jetzt schon als Karnevalshochburg von Bosnien und Herzegowina landesweit berühmt gemacht. Der Umzug findet in der Regel am Aschermittwoch statt und beginnt damit, dass vor dem Rathaus der Bürgermeister dem Obernarr (meštar od karnevala) den Stadtschlüssel und damit die Regierung über die Karnevalsrepublik Ljubuški übergibt. Anschließend ziehen die Narren zu einem größeren öffentlichen Platz oder in die Sporthalle, wo dann dem Sündenbock, den man Marko Karneval getauft hat, für alle Sünden der letzten 365 Tage der Prozess gemacht wird. Die Vorwürfe gegen ihn sind zwar meistens unsinniger Natur, doch kommt es auch vor, dass man ihm reale Missstände zur Last legt. Der Verteidiger hingegen argumentiert in der Regel ausnahmslos auf einer sinnfreien Ebene. Nachdem Marko Karneval für schuldig befunden worden ist, ziehen die Narren in eine jährlich wechselnde Ortschaft der Gemeinde, um dort den Sündenbock öffentlich zu verbrennen.
Nachdem einige Kulturvereine aus Ljubuški bei internationalen Folklorewettbewerben kleinere Achtungserfolge erzielen konnten, wurde 2005 von der Gemeinde auch ein eigenes Folklorefestival namens Ljubuško silo ins Leben gerufen, das seitdem alljährlich im Sommer stattfindet. Inzwischen sind Kulturvereine aus Kroatien, Polen und Tschechien regelmäßig Gäste beim Festival, das an Popularität inzwischen mit dem Karneval gleichgezogen hat.
Darüber hinaus ist Ljubuški eine Station des jährlichen Friedensmarathons von Grude nach Međugorje.

## Wirtschaft und Infrastruktur

### Wirtschaft

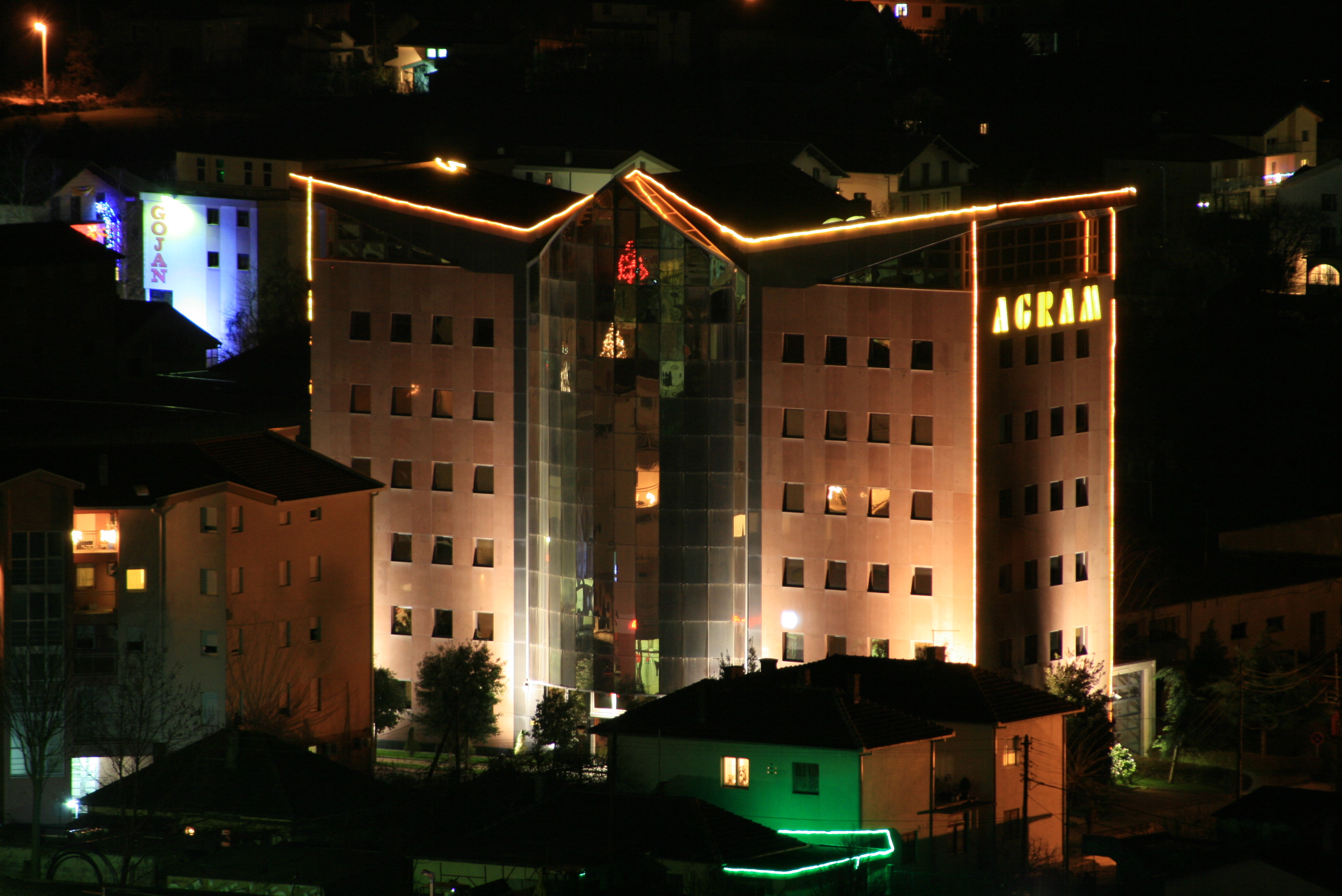
Im AGRAM-Gebäude sind die Büros der einflussreichen Versicherungsgesellschaft Euroherc untergebracht

Hauptbeschäftigungszweige in Ljubuški sind Handel, Dienstleistungen sowie die Verarbeitungsindustrie; in diesen Bereichen sind rund zwei Drittel der arbeitenden Bevölkerung der Gemeinde tätig. Ebenfalls gut entwickelt ist die Gastronomie sowie das Bau- und Immobilienwesen, während die traditionsreiche Landwirtschaft inzwischen eine eher untergeordnete Rolle spielt. Vor allem im Stadtgebiet prägen Fachgeschäfte, Cafés und Bürogebäude das Bild. Unter letzteren dominiert das Hochhaus des AGRAM-Konzerns, dessen Mutterunternehmen die Versicherungsgesellschaft Euroherc ist, welche 1992 in Ljubuški gegründet wurde. Eine wichtige Rolle spielt nicht zuletzt auch die Baufirma Mucić & Co., welche sich ein wenig außerhalb des Stadtgebiets niedergelassen hat und neben einer großen Produktionsstätte auch einen Steinbruch betreibt. So hat Ljubuški als Standort zweier international tätiger Großunternehmen im Vergleich zu den Nachbargemeinden einen höheren Bedarf an qualifizierten Arbeitskräften. Dementsprechend sind auch Löhne und Immobilienpreise in Ljubuški deutlich über dem Kantonsdurchschnitt.
Infolge des Niedergangs der Landwirtschaft hat Ljubuški als Anbaugebiet von Nutzpflanzen stark an Bedeutung eingebüßt. Waren in der Vergangenheit Mais, Reis und vor allem die einst landestypische Tabaksorte Šeginovac beinahe allgegenwärtig, so sind nun die einzigen relevanten Landwirtschaftszweige die Imkerei und der Weinbau. Dabei ist die bedeutendste Kellerei der Gemeinde, das 1886 gegründete Weingut HEPOK, gleichzeitig die älteste in Bosnien und Herzegowina. Seit 2005 im Besitz der Vino-Alpe-Adria Gruppe sollen in Zukunft die autochthonen herzegowinischen Rebsorten Blatina und Žilavka an den internationalen Markt wieder herangeführt werden.
Den Fremdenverkehr zu einem bedeutenden Wirtschaftszweig aufzubauen, gilt ebenfalls als eines der langfristigen Ziele. Zwar sind die Naturwunder ohnehin schon seit Jahren gut besucht, jedoch kann die Gemeinde mangels infrastruktureller Grundeinrichtungen kaum Kapital daraus schlagen. Auf lange Sicht soll mit Hilfe von Investoren eine an den Tourismus ausgerichtete Infrastruktur entstehen, da bisweilen auch die Unterkunftsmöglichkeiten fehlen. Vor dem Krieg war im Stadtzentrum das Hotel Bigeste aktiv, das der sozialistischen Gemeinde gehörte und von dem aus auch kleinere Unterkünfte im Gemeindegebiet zentral verwaltet wurden. Im Verlaufe des Krieges wurde es geschlossen und verwahrloste weitestgehend, ehe im Oktober 2009 mit einem lokalen Vertreiber von Autoteilen (Unitrade d.o.o.) ein Privatisierungsvertrag zustande gekommen ist. Die Planungsphase des Erneuerungsprojekts ist allerdings erst Anfang 2011 abgeschlossen worden, so dass gegenwärtig noch immer das 2-Sterne-Hotel Hum, das dem Versicherungskonzern Croatia osiguranje gehört und lediglich über 8 Zimmer verfügt, das einzige der gesamten Gemeinde ist.
Der Arbeitsmarkt hatte sich zwischen 1998 und 2006 tendenziell positiv entwickelt und die Arbeitslosenquote ist in diesem Zeitraum um rund 10 Prozentpunkte gefallen. Negativ beeinflusst wurde dieser Prozess nicht zuletzt durch die Ratingagentur Moody’s, indem sie das Länderrating von Bosnien und Herzegowina im Mai 2006 von B3 auf B2 angehoben hat. Durch die einhergehende Preisangleichung importierter Waren brach zunächst der florierende Einkaufstourismus aus Kroatien spürbar ein. Es folgten zahlreiche Entlassungen im Handelssektor und damit ein drastischer Anstieg der Arbeitslosigkeit. Mit einer gegenwärtigen Arbeitslosenquote von rund 38 % schneidet Ljubuški im Vergleich zur Föderation (45 %) zwar noch immer recht gut ab, jedoch ist sie seit 2007 stetig steigend. Hinzu kommt grassierende Schwarzarbeit, die im gesamten Staat weit verbreitet ist. Positiv hingegen ist die Entwicklung der Monatsgehälter, die seit 2006 in der Summe um 30 % gestiegen sind, und nun im Schnitt bei rund 785 KM liegen.

### Verkehr

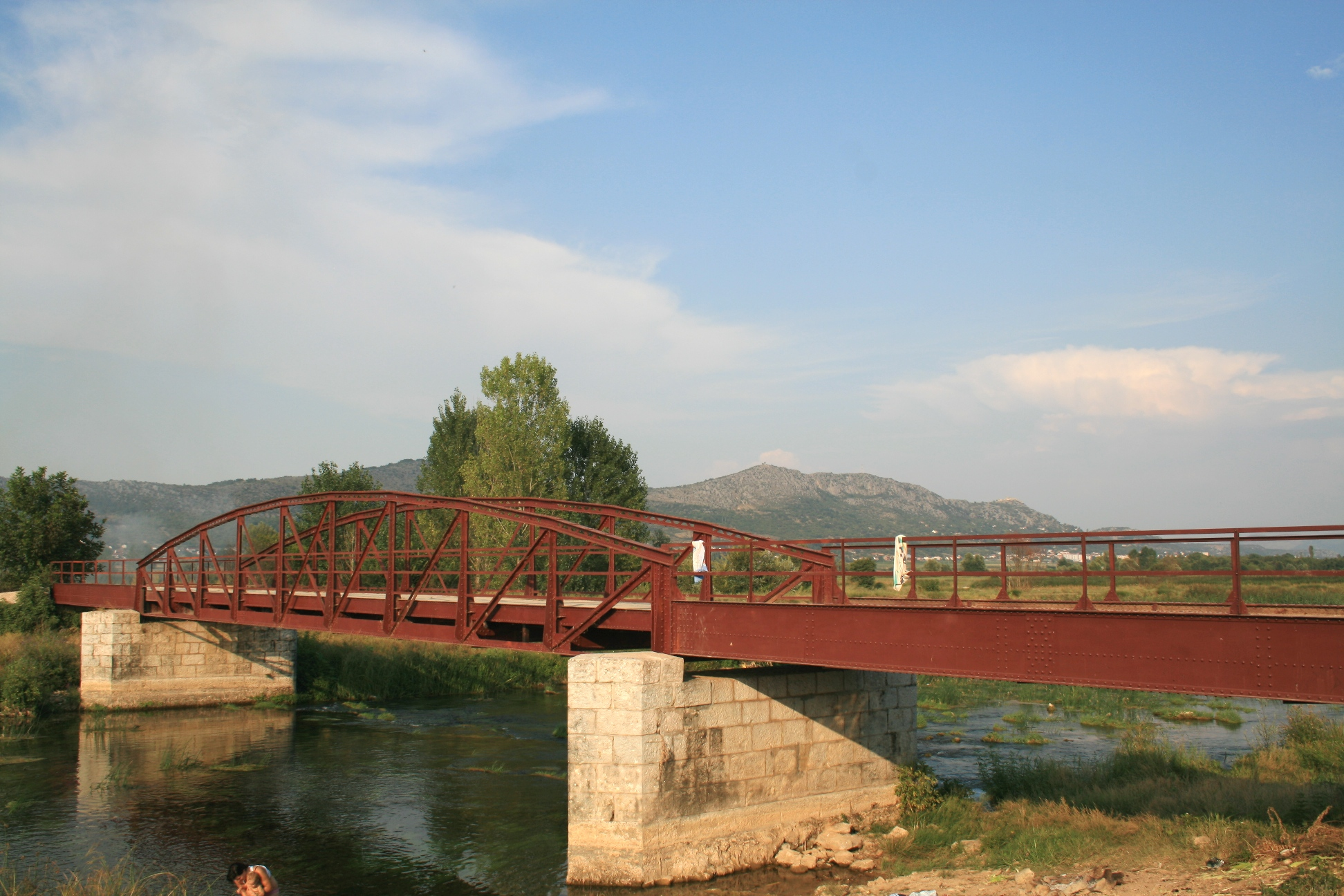
Obwohl Ljubuški an kein Schienennetz angeschlossen ist, existieren in der Gemeinde noch immer drei alte Eisenbahnbrücken über den Trebižat wie der hier abgebildete Crvengorski most

Ljubuški liegt an der Magistralstraße 6-5, die von Čapljina bis zur Grenze mit Kroatien führt, und in Kroatien ab der Grenze bis Imotski als Nationalstraße D 221 bezeichnet wird. Zu Zeiten des sozialistischen Jugoslawien war diese Strecke Teil der wichtigen Nebenverbindung von Mostar nach Split (über Čapljina-Imotski-Sinj), die den Zweck erfüllte die vielbefahrene Küstenstraße über Metković und Makarska zu entlasten. Seit dem Ausbau der heutigen Magistralstraße 6-1, die stattdessen über Široki Brijeg von Mostar nach Imotski und in weiterer Folge über die kroatische D 60 nach Sinj und Split führt, hat diese Verbindung allerdings erheblich an Bedeutung eingebüßt. Stattdessen hat vor allem seit dem Bau der kroatischen A 1 die Verbindungsstraße durch Ljubuški in Richtung Čitluk aufgrund des Pilgerstroms nach Međugorje an Verkehr zugenommen. Sowohl die Magistral- auch die Verbindungsstraßen befinden sich in einem normal befahrbaren Zustand, während die von der Gemeinde unterhaltenen lokalen Straßen zum Teil vernachlässigt werden und häufig Schlaglöcher aufweisen oder gänzlich unasphaltiert sind.
Ljubuški ist nicht an das Eisenbahnnetz angeschlossen, so dass der gesamte Linienverkehr über die Straße abgewickelt wird. Zweimal täglich verkehren Busse nach Mostar sowie einmal täglich nach Split und Wien. Der nächste Bahnhof befindet sich im 18 Kilometer entfernten Čapljina, der Flughafen Mostar ist rund 40 Kilometer entfernt. Weiters ist geplant, dass Ljubuški nach dem Bau des paneuropäischen Verkehrskorridors 5C bei Bijača auch eine eigene Autobahnausfahrt bekommt. An dem Projekt umstritten ist allerdings die Tatsache, dass die geplante Trasse der Autobahn in 500 Metern Entfernung von den unter Naturschutz stehenden Kravica-Wasserfällen verlaufen soll.

### Versorgung
Für den Unterhalt der Wasserversorgungs- und Abwasserinfrastruktur ist in Ljubuški die Gemeinde verantwortlich. Trotz des Wasserreichtums waren allerdings bis 2007 nur 40 % der Gemeindefläche durch das Wasserversorgungsnetz tatsächlich abgedeckt. Nach umfangreichen Ausbauarbeiten sind seit Beginn des Jahres 2008 auch die Ortschaften Otok, Veljaci, Vojnići, Šipovača, Orahovlje, Grab, Grabovnik, Lisice, Teskera und Hardomilje ans Netz angeschlossen. Nachdem bis Ende selben Jahres auch für die Ortschaften Dole und Greda die Trinkwasserversorgung sichergestellt worden ist, sind die Entwicklungsarbeiten im Osten der Gemeinde mit Krediten aus Spanien ins Rollen gekommen.
Zwar gibt es am Trebižat eine Kläranlage, jedoch wird der größte Teil der Abwässer der Gemeinde nicht in diese geleitet. Stattdessen lassen die meisten Haushalte ihr Abwasser in eigene septische Gruben fließen, was zu einer akuten Bedrohung des sauberen Trinkwassers geführt hat. Aus diesem Grund ist für die nächsten Jahre eine umfangreiche Erneuerung der Kanalisation und eine Modernisierung der Kläranlage vorgesehen.
Was die medizinische Versorgung angeht, so besteht im Stadtgebiet ein ambulantes Krankenhaus ohne Bettenstation sowie eine Ambulanz in Vitina. Neben den wenigen Ärzten für Allgemeinmedizin gibt es gemeindeweit zwar kaum Fachärzte, doch kommen einige einmal pro Woche aus Mostar nach Ljubuški, um die Grundbedürfnisse abzudecken. Gemeindeweit gibt es fünf Apotheken: vier im Stadtgebiet und eine in Vitina.
Der Strom, der in der Gemeinde verbraucht wird, wird zu einem kleinen Teil von einem Wasserkraftwerk in Tihaljina (Grude), zum Großteil aber vom Umspannwerk in Mostar geliefert.

### Bildung

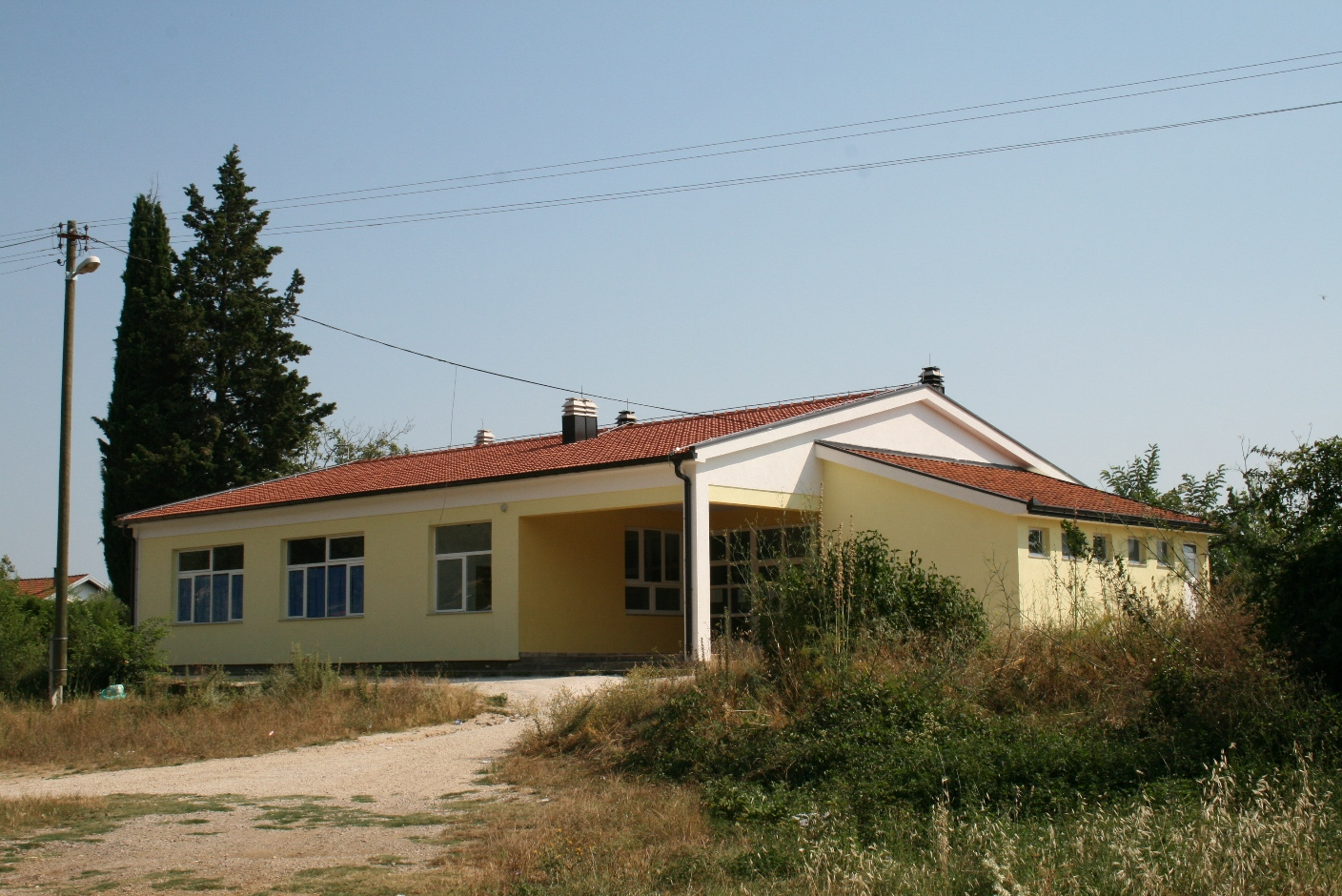
Ein großes Problem der Nachkriegszeit war der heruntergekommene Zustand zahlreicher Schulen: in der Dorfschule Radišići beispielsweise mussten die Schüler bis ins Jahr 2007 ohne funktionierende Toilettenspülung, mit einer demolierten Turnhalle, sowie zerbrochenen Klassenzimmerfenstern auskommen

Ein Schulwesen im modernen Sinn wurde in der Gemeinde Ljubuški erstmals unter den Habsburgern durch die Gründung einer Dorfschule in Veljaci im Jahr 1886 eingeführt. Seitdem hat es sich stetig weiterentwickelt, so dass es heute in den Ortschaften Ljubuški, Vitina und Humac drei voneinander unabhängige zentrale Volksschulen gibt, in denen alle acht Pflichtschuljahre absolviert werden können. Diese drei Volksschulen leiten in ihren nächstgelegenen Ortschaften mehrere ihnen unterstellte Dorfschulen, in denen zumindest die ersten vier Pflichtschuljahre absolviert werden können.
Die Volksschule Marko Marulić in Ljubuški wurde 1949 erbaut und unter dem Namen 29. Oktober, in Anlehnung an den Tag der Befreiung der Stadt durch die Tito-Partisanen, eröffnet. Nachdem ihre Kapazitäten 1983 allerdings nicht mehr für sämtliche fünften bis achten Klassen ihres Einzugsgebiets ausreichten, wurde die Dorfschule in Humac zur Volksschule ausgebaut und arbeitet seitdem selbstständig. Die älteste Volksschule ist die in Vitina, die als Dorfschule schon seit 1903 besteht, allerdings erst 1955 ihren heutigen Volksschulstatus erhalten hat.
Als Möglichkeit zur Fortbildung hatte die sozialistische Regierung des ehemaligen Jugoslawien in der Stadt Ljubuški bereits 1945 ein Gymnasium eingerichtet. Es hatte über Jahre hinweg auch die Gemeinden Grude, Čitluk und Vrgorac als Einzugsgebiete und ist seit 1961 im Klostergebäude der Barmherzigen Schwestern aus der Habsburger Zeit beheimatet. Seit 1994 gibt es in Ljubuški alternativ zum Gymnasium auch die Möglichkeit, die Berufsschule Ruđer Bošković zu besuchen, in der man Berufe der Bereiche Wirtschaft, Mechanik und Elektronik erlernen kann.
Des Weiteren gibt es in Ljubuški mit der Stadtbibliothek und der Franziskanerbibliothek zwei Bibliotheken sowie einen öffentlichen und drei private Kindergärten.

### Medien

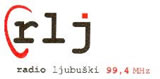
Logo von Radio Ljubuški

Seit dem 29. April 1992 verfügt die Gemeinde mit dem Sender Radio Ljubuški über eine eigene Rundfunkstation. Diese ging während der Bombenangriffe der jugoslawischen Volksarmee auf Sendung, hauptsächlich, um über die Kriegsereignisse zu berichten und die Zivilbevölkerung vor Angriffen auf die Gemeinde zu warnen. Nach dem Ende des Krieges erfolgte eine kommerzielle Programmausrichtung und ein Verkauf von Anteilen an Privatinvestoren.
Der offizielle Fernsehmarkt bietet neben den staats- und föderationsweit empfangbaren öffentlich-rechtlichen Sendern BHT 1 und FTV noch den Privatsender OBN sowie das regionale HTV Mostar. Jedoch richtet die Mehrheit der Einwohner die Antennen in Richtung Kroatien, von wo aus man aufgrund der Grenznähe mühelos auch die kroatischen Staatssender sowie die Privatanbieter Nova TV und RTL Televizija empfangen kann. Auch wird von einem Teil der Bevölkerung die Möglichkeit wahrgenommen deutsches Satellitenfernsehen über Astra zu empfangen.

## Persönlichkeiten
- Mirko Alilović (* 15. September 1985 in Ljubuški), kroatischer Handballspieler
- Andrija Artuković (* 19. November 1899 in Klobuk; † 16. Januar 1988 in Zagreb), Innenminister des Unabhängigen Staates Kroatien
- Petar Barbarić (* 19. Mai 1874 in Klobuk; † 1897 in Travnik), Geistlicher und Kandidat für Heiligsprechung
- Andrija Bošnjak (* 26. März 1996 in Ljubuški), kroatischer Fußballspieler
- Petar Dodig (* 16. Januar 1996), kroatisch-bosnischer Fußballspieler
- Matej Hrstić (* 11. August 1996 in Ljubuški), bosnisch-kroatischer Handballspieler
- Mehmed-beg Kapetanović Ljubušak (* 1839 in Vitina; † 1902 in Sarajevo), Politiker, Bürgermeister von Sarajevo (1893–1899)[63] und Dichter
- Lucijan Kordić (* 9. Juni 1914 in Grljevići; † 16. Juni 1993 in Široki Brijeg), Dichter
- Veselko Koroman (* 7. April 1934 in Radišići), Schriftsteller
- Blaž Kraljević (* 17. Juni 1947 in Lisice; † 9. August 1992 in Kruševo), Anführer der bosnisch-herzegowinischen HOS-Truppen
- Paolo Kraljević (* 31. März 2001 in Ljubuški), bosnisch-kroatischer Handballspieler
- Vjekoslav Luburić (* 6. März 1914 in Humac; † 20. April 1969 in Carcaixent), Kommandant des KZ Jasenovac
- Ivan Majstorović (* 13. September 1959 in Ljubuški), deutscher Handballspieler und -trainer
- David Mandić (* 14. September 1997 in Ljubuški), bosnisch-kroatischer Handballspieler
- Matej Mandić (* 2. Mai 2002 in Ljubuški), bosnisch-kroatischer Handballspieler
- Petar Medić (* 12. Juni 1996), Handballspieler
- Džemal Muminagić (* 1920 in Ljubuški), Bürgermeister von Sarajevo (1967–1973)[63]
- Ivan Musić (* 24. Dezember 1848 in Klobuk; † 1888 in Belgrad), Anführer des Herzegowinischen Aufstands 1875–1878
- Ante Paradžik (1943–1991), Politiker
- Krunoslav Jurčić (* 26. November 1969 in Ljubuški), Fußballer
- Zvonimir Remeta (* 12. Dezember 1909 in Klobuk; † 1964 in Sarajevo), Schriftsteller
- Ćazim Sadiković (1935–2020), Politikwissenschaftler und Rechtswissenschaftler
- Josip Šarac (* 1998), kroatischer Handballspieler
- Lovro Šitović (* 1682 in Ljubuški; † 28. Februar 1729 in Šibenik), Schriftsteller
- Peter Tomich (* 3. Juni 1893 in Prolog; † 7. Dezember 1941 in Pearl Harbor), amerikanischer Kriegsheld und Träger der Ehrenmedaille
- Vjekoslav Vrančić (* 25. März 1904 in Ljubuški; † 25. März 1990 in Buenos Aires) Schriftsteller und Politiker im USK
- Mladen Vukšić (* 1965), Ordensgeistlicher, Bischof von Kotor